# Lista över fornlämningar i Göteborgs kommun
Lista över fornlämningar i Göteborgs kommun är en förteckning av ett urval av de fornlämningar som finns i Göteborgs kommun.

## Angered
| Namn         | Lämningstyp  | Tillkomsttid | Historisk indelning    | Plats | Läge                 | ID-nr          | Bild                                      |
| ------------ | ------------ | ------------ | ---------------------- | ----- | -------------------- | -------------- | ----------------------------------------- |
| Angered 2:1  | Stensättning |              | Angered, Västergötland |       | 57.788988, 12.093435 | 10153000020001 | Ladda upp en bild av detta fornminne      |
| Angered 12:1 | Stenkrets    |              | Angered, Västergötland |       | 57.774802, 12.015453 | 10153000120001 | Ladda upp en bild av detta fornminne      |
| Angered 15:1 | Röse         |              | Angered, Västergötland |       | 57.803606, 12.020194 | 10153000150001 | Ladda upp en till bild av detta fornminne |
| Angered 29:1 | Gravfält     |              | Angered, Västergötland |       | 57.797596, 12.076125 | 10153000290001 | Ladda upp en bild av detta fornminne      |
| Angered 35:1 | Stensättning |              | Angered, Västergötland |       | 57.800921, 12.104677 | 10153000350001 | Ladda upp en bild av detta fornminne      |

## Askim
| Namn                    | Lämningstyp                 | Tillkomsttid | Historisk indelning  | Plats | Läge                 | ID-nr          | Bild                                      |
| ----------------------- | --------------------------- | ------------ | -------------------- | ----- | -------------------- | -------------- | ----------------------------------------- |
| Askim 1:1               | Stensättning                |              | Askim, Västergötland |       | 57.631992, 11.911728 | 10153100010001 | Ladda upp en bild av detta fornminne      |
| Askim 2:1               | Fornborg                    |              | Askim, Västergötland |       | 57.627623, 11.915092 | 10153100020001 | Ladda upp en till bild av detta fornminne |
| Askim 5:1               | Grav markerad av sten/block |              | Askim, Västergötland |       | 57.644765, 11.940102 | 10153100050001 | Ladda upp en bild av detta fornminne      |
| Askim 7:1               | Gravfält                    |              | Askim, Västergötland |       | 57.636792, 11.938184 | 10153100070001 | Ladda upp en till bild av detta fornminne |
| Askim 11:1              | Stensättning                |              | Askim, Västergötland |       | 57.630790, 11.943762 | 10153100110001 | Ladda upp en bild av detta fornminne      |
| Askim 17:1              | Stensättning                |              | Askim, Västergötland |       | 57.634136, 11.945669 | 10153100170001 | Ladda upp en bild av detta fornminne      |
| Askim 17:2              | Stensättning                |              | Askim, Västergötland |       | 57.634476, 11.945934 | 10153100170002 | Ladda upp en bild av detta fornminne      |
| Askim 17:3              | Stensättning                |              | Askim, Västergötland |       | 57.634010, 11.945967 | 10153100170003 | Ladda upp en bild av detta fornminne      |
| Askim 18:1              | Röse                        |              | Askim, Västergötland |       | 57.632494, 11.946742 | 10153100180001 | Ladda upp en bild av detta fornminne      |
| Askim 21:1              | Stensättning                |              | Askim, Västergötland |       | 57.629702, 11.952670 | 10153100210001 | Ladda upp en bild av detta fornminne      |
| Askim 24:1              | Stensättning                |              | Askim, Västergötland |       | 57.622723, 11.944683 | 10153100240001 | Ladda upp en bild av detta fornminne      |
| Askim 27:1              | Hällristning                |              | Askim, Västergötland |       | 57.621975, 11.934500 | 10153100270001 | Ladda upp en bild av detta fornminne      |
| Askim 28:1              | Stensättning                |              | Askim, Västergötland |       | 57.621182, 11.934164 | 10153100280001 | Ladda upp en bild av detta fornminne      |
| Askim 28:2              | Stensättning                |              | Askim, Västergötland |       | 57.621033, 11.934280 | 10153100280002 | Ladda upp en bild av detta fornminne      |
| Askim 29:1              | Stensättning                |              | Askim, Västergötland |       | 57.616652, 11.923562 | 10153100290001 | Ladda upp en bild av detta fornminne      |
| Askim 30:1              | Röse                        |              | Askim, Västergötland |       | 57.616104, 11.924899 | 10153100300001 | Ladda upp en bild av detta fornminne      |
| Askim 30:2              | Röse                        |              | Askim, Västergötland |       | 57.615971, 11.924560 | 10153100300002 | Ladda upp en bild av detta fornminne      |
| Askim 30:3              | Stensättning                |              | Askim, Västergötland |       | 57.616138, 11.924521 | 10153100300003 | Ladda upp en bild av detta fornminne      |
| Askim 30:4              | Stensättning                |              | Askim, Västergötland |       | 57.616267, 11.924679 | 10153100300004 | Ladda upp en bild av detta fornminne      |
| Askim 31:1              | Hällristning                |              | Askim, Västergötland |       | 57.616921, 11.925406 | 10153100310001 | Ladda upp en bild av detta fornminne      |
| Askim 32:1              | Stensättning                |              | Askim, Västergötland |       | 57.618685, 11.922805 | 10153100320001 | Ladda upp en bild av detta fornminne      |
| Askim 33:1              | Stensättning                |              | Askim, Västergötland |       | 57.619307, 11.932485 | 10153100330001 | Ladda upp en bild av detta fornminne      |
| Askim 34:1              | Stensättning                |              | Askim, Västergötland |       | 57.621171, 11.951328 | 10153100340001 | Ladda upp en bild av detta fornminne      |
| Askim 35:1              | Stensättning                |              | Askim, Västergötland |       | 57.622715, 11.949775 | 10153100350001 | Ladda upp en bild av detta fornminne      |
| Askim 36:1              | Stensättning                |              | Askim, Västergötland |       | 57.623466, 11.952341 | 10153100360001 | Ladda upp en bild av detta fornminne      |
| Askim 38:1              | Stensättning                |              | Askim, Västergötland |       | 57.616755, 11.944829 | 10153100380001 | Ladda upp en bild av detta fornminne      |
| Askim 39:1              | Stensättning                |              | Askim, Västergötland |       | 57.612932, 11.945290 | 10153100390001 | Ladda upp en bild av detta fornminne      |
| Askim 44:1              | Stensättning                |              | Askim, Västergötland |       | 57.612574, 11.928444 | 10153100440001 | Ladda upp en bild av detta fornminne      |
| Askim 45:1              | Stensättning                |              | Askim, Västergötland |       | 57.611763, 11.921703 | 10153100450001 | Ladda upp en bild av detta fornminne      |
| Askim 46:1              | Röse                        |              | Askim, Västergötland |       | 57.608871, 11.923917 | 10153100460001 | Ladda upp en bild av detta fornminne      |
| Askim 48:1              | Röse                        |              | Askim, Västergötland |       | 57.605651, 11.923070 | 10153100480001 | Ladda upp en bild av detta fornminne      |
| Askim 49:1              | Stensättning                |              | Askim, Västergötland |       | 57.609642, 11.934817 | 10153100490001 | Ladda upp en bild av detta fornminne      |
| Askim 50:1              | Stensättning                |              | Askim, Västergötland |       | 57.606110, 11.937790 | 10153100500001 | Ladda upp en bild av detta fornminne      |
| Askim 54:1              | Röse                        |              | Askim, Västergötland |       | 57.595842, 11.935819 | 10153100540001 | Ladda upp en bild av detta fornminne      |
| Askim 55:1              | Röse                        |              | Askim, Västergötland |       | 57.589744, 11.901869 | 10153100550001 | Ladda upp en bild av detta fornminne      |
| Askim 55:2              | Röse                        |              | Askim, Västergötland |       | 57.589892, 11.901986 | 10153100550002 | Ladda upp en bild av detta fornminne      |
| Askim 57:1              | Röse                        |              | Askim, Västergötland |       | 57.599496, 11.911394 | 10153100570001 | Ladda upp en bild av detta fornminne      |
| Askim 57:2              | Röse                        |              | Askim, Västergötland |       | 57.599355, 11.911478 | 10153100570002 | Ladda upp en bild av detta fornminne      |
| Askim 68:1              | Röse                        |              | Askim, Västergötland |       | 57.571058, 11.910647 | 10153100680001 | Ladda upp en bild av detta fornminne      |
| Askim 69:1              | Röse                        |              | Askim, Västergötland |       | 57.567752, 11.903066 | 10153100690001 | Ladda upp en bild av detta fornminne      |
| Askim 72:1              | Röse                        |              | Askim, Västergötland |       | 57.577269, 11.910946 | 10153100720001 | Ladda upp en bild av detta fornminne      |
| Askim 72:2              | Röse                        |              | Askim, Västergötland |       | 57.577352, 11.910736 | 10153100720002 | Ladda upp en bild av detta fornminne      |
| Askim 76:1              | Stensättning                |              | Askim, Västergötland |       | 57.605894, 11.963814 | 10153100760001 | Ladda upp en bild av detta fornminne      |
| Kumlehög (Askim 77:1)   | Röse                        |              | Askim, Västergötland |       | 57.606700, 11.987863 | 10153100770001 | Ladda upp en bild av detta fornminne      |
| Askim 80:1              | Stensättning                |              | Askim, Västergötland |       | 57.586409, 11.941603 | 10153100800001 | Ladda upp en bild av detta fornminne      |
| Askim 80:2              | Husgrund, historisk tid     |              | Askim, Västergötland |       | 57.586575, 11.941718 | 10153100800002 | Ladda upp en bild av detta fornminne      |
| Askim 81:1              | Stensättning                |              | Askim, Västergötland |       | 57.575988, 11.927047 | 10153100810001 | Ladda upp en bild av detta fornminne      |
| Askim 82:1              | Stensättning                |              | Askim, Västergötland |       | 57.578223, 11.955893 | 10153100820001 | Ladda upp en bild av detta fornminne      |
| Askim 82:2              | Stensättning                |              | Askim, Västergötland |       | 57.578250, 11.956175 | 10153100820002 | Ladda upp en bild av detta fornminne      |
| Vångberget (Askim 83:2) | Husgrund, historisk tid     |              | Askim, Västergötland |       | 57.564620, 11.930829 | 10153100830002 | Ladda upp en bild av detta fornminne      |
| Askim 86:1              | Stensättning                |              | Askim, Västergötland |       | 57.615304, 11.949823 | 10153100860001 | Ladda upp en bild av detta fornminne      |
| Askim 87:1              | Hällristning                |              | Askim, Västergötland |       | 57.640347, 11.929170 | 10153100870001 | Ladda upp en bild av detta fornminne      |
| Askim 133:1             | Grav- och boplatsområde     |              | Askim, Västergötland |       | 57.575763, 11.954453 | 10153101330001 | Ladda upp en bild av detta fornminne      |
| Askim 156:1             | Stensättning                |              | Askim, Västergötland |       | 57.638272, 11.938274 | 10153101560001 | Ladda upp en bild av detta fornminne      |
| Askim 161:1             | Stensättning                |              | Askim, Västergötland |       | 57.634688, 11.954110 | 10153101610001 | Ladda upp en bild av detta fornminne      |
| Askim 162:1             | Hällristning                |              | Askim, Västergötland |       | 57.640208, 11.929972 | 10153101620001 | Ladda upp en bild av detta fornminne      |
| Askim 162:2             | Hällristning                |              | Askim, Västergötland |       | 57.640210, 11.929966 | 10153101620002 | Ladda upp en bild av detta fornminne      |
| Askim 163:1             | Hällristning                |              | Askim, Västergötland |       | 57.636508, 11.920947 | 10153101630001 | Ladda upp en bild av detta fornminne      |
| Askim 164:1             | Fiskeläge                   |              | Askim, Västergötland |       | 57.622802, 11.915510 | 10153101640001 | Ladda upp en bild av detta fornminne      |
| Askim 268:1             | Hällristning                |              | Askim, Västergötland |       | 57.574568, 11.952210 | 10153102680001 | Ladda upp en bild av detta fornminne      |
| Askim 268:2             | Hällristning                |              | Askim, Västergötland |       | 57.574581, 11.952034 | 10153102680002 | Ladda upp en bild av detta fornminne      |
| Askim 269:1             | Hällristning                |              | Askim, Västergötland |       | 57.574587, 11.953849 | 10153102690001 | Ladda upp en bild av detta fornminne      |
| Askim 287               | Grav- och boplatsområde     |              | Askim, Västergötland |       | 57.614383, 11.926285 | 12000000041579 | Ladda upp en bild av detta fornminne      |

## Bergum
| Namn                   | Lämningstyp  | Tillkomsttid | Historisk indelning   | Plats | Läge                 | ID-nr          | Bild                                 |
| ---------------------- | ------------ | ------------ | --------------------- | ----- | -------------------- | -------------- | ------------------------------------ |
| Domelihög (Bergum 2:1) | Gravfält     |              | Bergum, Västergötland |       | 57.818838, 12.196312 | 10153400020001 | Ladda upp en bild av detta fornminne |
| Bergum 14:1            | Stensättning |              | Bergum, Västergötland |       | 57.774414, 12.136973 | 10153400140001 | Ladda upp en bild av detta fornminne |
| Bergum 28:1            | Stensättning |              | Bergum, Västergötland |       | 57.820854, 12.193737 | 10153400280001 | Ladda upp en bild av detta fornminne |
| Bergum 28:2            | Stensättning |              | Bergum, Västergötland |       | 57.820930, 12.193545 | 10153400280002 | Ladda upp en bild av detta fornminne |
| Bergum 30:1            | Stensättning |              | Bergum, Västergötland |       | 57.819754, 12.187996 | 10153400300001 | Ladda upp en bild av detta fornminne |
| Bergum 30:2            | Stensättning |              | Bergum, Västergötland |       | 57.819838, 12.187787 | 10153400300002 | Ladda upp en bild av detta fornminne |
| Bergum 41:1            | Stensättning |              | Bergum, Västergötland |       | 57.816800, 12.150780 | 10153400410001 | Ladda upp en bild av detta fornminne |
| Bergum 42:1            | Stensättning |              | Bergum, Västergötland |       | 57.813210, 12.153423 | 10153400420001 | Ladda upp en bild av detta fornminne |
| Bergum 44:1            | Stensättning |              | Bergum, Västergötland |       | 57.813682, 12.142901 | 10153400440001 | Ladda upp en bild av detta fornminne |
| Bergum 44:2            | Stensättning |              | Bergum, Västergötland |       | 57.813541, 12.142821 | 10153400440002 | Ladda upp en bild av detta fornminne |
| Bergum 44:3            | Stensättning |              | Bergum, Västergötland |       | 57.813626, 12.143146 | 10153400440003 | Ladda upp en bild av detta fornminne |
| Bergum 45:1            | Stensättning |              | Bergum, Västergötland |       | 57.823171, 12.143353 | 10153400450001 | Ladda upp en bild av detta fornminne |
| Bergum 45:2            | Stensättning |              | Bergum, Västergötland |       | 57.823274, 12.143699 | 10153400450002 | Ladda upp en bild av detta fornminne |
| Bergum 46:1            | Stensättning |              | Bergum, Västergötland |       | 57.804190, 12.118172 | 10153400460001 | Ladda upp en bild av detta fornminne |
| Bergum 47:1            | Stensättning |              | Bergum, Västergötland |       | 57.823814, 12.130842 | 10153400470001 | Ladda upp en bild av detta fornminne |
| Bergum 51:1            | Stensättning |              | Bergum, Västergötland |       | 57.818860, 12.132569 | 10153400510001 | Ladda upp en bild av detta fornminne |
| Bergum 54:1            | Hällristning |              | Bergum, Västergötland |       | 57.818699, 12.184877 | 10153400540001 | Ladda upp en bild av detta fornminne |

## Björlanda
| Namn                               | Lämningstyp             | Tillkomsttid | Historisk indelning | Plats | Läge                 | ID-nr          | Bild                                      |
| ---------------------------------- | ----------------------- | ------------ | ------------------- | ----- | -------------------- | -------------- | ----------------------------------------- |
| Björlanda 1:1                      | Stenkrets               |              | Björlanda, Bohuslän |       | 57.754745, 11.842884 | 10153600010001 | Ladda upp en bild av detta fornminne      |
| Björlanda 1:2                      | Stensättning            |              | Björlanda, Bohuslän |       | 57.754837, 11.842259 | 10153600010002 | Ladda upp en bild av detta fornminne      |
| Björlanda 2:1                      | Stensättning            |              | Björlanda, Bohuslän |       | 57.751158, 11.855774 | 10153600020001 | Ladda upp en bild av detta fornminne      |
| Björlanda 2:2                      | Stensättning            |              | Björlanda, Bohuslän |       | 57.751089, 11.855443 | 10153600020002 | Ladda upp en bild av detta fornminne      |
| Björlanda 2:3                      | Stensättning            |              | Björlanda, Bohuslän |       | 57.750939, 11.855100 | 10153600020003 | Ladda upp en bild av detta fornminne      |
| Björlanda 3:1                      | Stensättning            |              | Björlanda, Bohuslän |       | 57.761156, 11.838239 | 10153600030001 | Ladda upp en bild av detta fornminne      |
| Björlanda 4:1                      | Stensättning            |              | Björlanda, Bohuslän |       | 57.760306, 11.840198 | 10153600040001 | Ladda upp en bild av detta fornminne      |
| Björlanda 4:2                      | Stensättning            |              | Björlanda, Bohuslän |       | 57.760380, 11.840379 | 10153600040002 | Ladda upp en bild av detta fornminne      |
| Ambros kulle (Björlanda 5:1)       | Gravfält                |              | Björlanda, Bohuslän |       | 57.748515, 11.829586 | 10153600050001 | Ladda upp en bild av detta fornminne      |
| Björlanda 6:1                      | Hög                     |              | Björlanda, Bohuslän |       | 57.747531, 11.828512 | 10153600060001 | Ladda upp en bild av detta fornminne      |
| Björlanda 7:1                      | Hög                     |              | Björlanda, Bohuslän |       | 57.750500, 11.857293 | 10153600070001 | Ladda upp en bild av detta fornminne      |
| Björlanda 8:1                      | Stensättning            |              | Björlanda, Bohuslän |       | 57.745020, 11.824014 | 10153600080001 | Ladda upp en bild av detta fornminne      |
| Björlanda 9:1                      | Stensättning            |              | Björlanda, Bohuslän |       | 57.746906, 11.824054 | 10153600090001 | Ladda upp en bild av detta fornminne      |
| Björlanda 11:1                     | Stensättning            |              | Björlanda, Bohuslän |       | 57.740983, 11.786228 | 10153600110001 | Ladda upp en bild av detta fornminne      |
| Björlanda 12:1                     | Stensättning            |              | Björlanda, Bohuslän |       | 57.748134, 11.827682 | 10153600120001 | Ladda upp en bild av detta fornminne      |
| Björlanda 15:1                     | Stensättning            |              | Björlanda, Bohuslän |       | 57.742471, 11.808197 | 10153600150001 | Ladda upp en bild av detta fornminne      |
| Björlanda 15:2                     | Stensättning            |              | Björlanda, Bohuslän |       | 57.742556, 11.808240 | 10153600150002 | Ladda upp en bild av detta fornminne      |
| Björlanda 15:3                     | Stensättning            |              | Björlanda, Bohuslän |       | 57.742681, 11.808383 | 10153600150003 | Ladda upp en bild av detta fornminne      |
| Björlanda 16:1                     | Stensättning            |              | Björlanda, Bohuslän |       | 57.744419, 11.806448 | 10153600160001 | Ladda upp en bild av detta fornminne      |
| Björlanda 18:1                     | Stensättning            |              | Björlanda, Bohuslän |       | 57.746632, 11.755733 | 10153600180001 | Ladda upp en bild av detta fornminne      |
| Björlanda 19:1                     | Stensättning            |              | Björlanda, Bohuslän |       | 57.743608, 11.765366 | 10153600190001 | Ladda upp en bild av detta fornminne      |
| Björlanda 19:2                     | Stensättning            |              | Björlanda, Bohuslän |       | 57.743665, 11.765678 | 10153600190002 | Ladda upp en bild av detta fornminne      |
| Björlanda 22:1                     | Fornborg                |              | Björlanda, Bohuslän |       | 57.740446, 11.765017 | 10153600220001 | Ladda upp en bild av detta fornminne      |
| Björlanda 23:1                     | Stensättning            |              | Björlanda, Bohuslän |       | 57.750204, 11.783092 | 10153600230001 | Ladda upp en bild av detta fornminne      |
| Björlanda 23:2                     | Stensättning            |              | Björlanda, Bohuslän |       | 57.750137, 11.782861 | 10153600230002 | Ladda upp en bild av detta fornminne      |
| Björlanda 24:1                     | Stensättning            |              | Björlanda, Bohuslän |       | 57.749725, 11.795299 | 10153600240001 | Ladda upp en bild av detta fornminne      |
| Björlanda 25:1                     | Gravfält                |              | Björlanda, Bohuslän |       | 57.745920, 11.799700 | 10153600250001 | Ladda upp en bild av detta fornminne      |
| Björlanda 26:1                     | Röse                    |              | Björlanda, Bohuslän |       | 57.758267, 11.799676 | 10153600260001 | Ladda upp en bild av detta fornminne      |
| Björlanda 26:2                     | Röse                    |              | Björlanda, Bohuslän |       | 57.758226, 11.799445 | 10153600260002 | Ladda upp en bild av detta fornminne      |
| Björlanda 26:3                     | Stensättning            |              | Björlanda, Bohuslän |       | 57.758236, 11.798694 | 10153600260003 | Ladda upp en bild av detta fornminne      |
| Björlanda 28:1                     | Röse                    |              | Björlanda, Bohuslän |       | 57.751967, 11.801928 | 10153600280001 | Ladda upp en bild av detta fornminne      |
| Björlanda 28:2                     | Stensättning            |              | Björlanda, Bohuslän |       | 57.751680, 11.801942 | 10153600280002 | Ladda upp en bild av detta fornminne      |
| Björlanda 28:3                     | Stensättning            |              | Björlanda, Bohuslän |       | 57.751600, 11.802227 | 10153600280003 | Ladda upp en bild av detta fornminne      |
| Björlanda 28:4                     | Stensättning            |              | Björlanda, Bohuslän |       | 57.751531, 11.802537 | 10153600280004 | Ladda upp en bild av detta fornminne      |
| Björlanda 28:5                     | Stensättning            |              | Björlanda, Bohuslän |       | 57.751567, 11.802765 | 10153600280005 | Ladda upp en bild av detta fornminne      |
| Björlanda 29:1                     | Stensättning            |              | Björlanda, Bohuslän |       | 57.752622, 11.802824 | 10153600290001 | Ladda upp en bild av detta fornminne      |
| Björlanda 30:1                     | Röse                    |              | Björlanda, Bohuslän |       | 57.752912, 11.801002 | 10153600300001 | Ladda upp en bild av detta fornminne      |
| Björlanda 31:1                     | Stensättning            |              | Björlanda, Bohuslän |       | 57.734651, 11.797138 | 10153600310001 | Ladda upp en bild av detta fornminne      |
| Björlanda 32:1                     | Röse                    |              | Björlanda, Bohuslän |       | 57.750002, 11.805406 | 10153600320001 | Ladda upp en till bild av detta fornminne |
| Björlanda 33:1                     | Röse                    |              | Björlanda, Bohuslän |       | 57.749421, 11.802759 | 10153600330001 | Ladda upp en bild av detta fornminne      |
| Björlanda 33:2                     | Stensättning            |              | Björlanda, Bohuslän |       | 57.749915, 11.802759 | 10153600330002 | Ladda upp en bild av detta fornminne      |
| Björlanda 34:1                     | Röse                    |              | Björlanda, Bohuslän |       | 57.748562, 11.804766 | 10153600340001 | Ladda upp en till bild av detta fornminne |
| Björlanda 36:1                     | Stensättning            |              | Björlanda, Bohuslän |       | 57.747136, 11.814585 | 10153600360001 | Ladda upp en bild av detta fornminne      |
| Björlanda 37:1                     | Stensättning            |              | Björlanda, Bohuslän |       | 57.744788, 11.814342 | 10153600370001 | Ladda upp en bild av detta fornminne      |
| Björlanda 37:2                     | Stensättning            |              | Björlanda, Bohuslän |       | 57.744730, 11.814128 | 10153600370002 | Ladda upp en bild av detta fornminne      |
| Björlanda 40:1                     | Stensättning            |              | Björlanda, Bohuslän |       | 57.753668, 11.813926 | 10153600400001 | Ladda upp en bild av detta fornminne      |
| Björlanda 41:1                     | Röse                    |              | Björlanda, Bohuslän |       | 57.747145, 11.816868 | 10153600410001 | Ladda upp en bild av detta fornminne      |
| Björlanda 41:2                     | Stensättning            |              | Björlanda, Bohuslän |       | 57.747308, 11.816975 | 10153600410002 | Ladda upp en bild av detta fornminne      |
| Björlanda 43:1                     | Stensättning            |              | Björlanda, Bohuslän |       | 57.750980, 11.833770 | 10153600430001 | Ladda upp en bild av detta fornminne      |
| Björlanda 44:1                     | Stensättning            |              | Björlanda, Bohuslän |       | 57.745760, 11.832645 | 10153600440001 | Ladda upp en bild av detta fornminne      |
| Björlanda 45:1                     | Stensättning            |              | Björlanda, Bohuslän |       | 57.742305, 11.828950 | 10153600450001 | Ladda upp en bild av detta fornminne      |
| Björlanda 46:1                     | Stensättning            |              | Björlanda, Bohuslän |       | 57.745066, 11.838552 | 10153600460001 | Ladda upp en bild av detta fornminne      |
| Björlanda 47:1                     | Gravfält                |              | Björlanda, Bohuslän |       | 57.766243, 11.823090 | 10153600470001 | Ladda upp en bild av detta fornminne      |
| Björlanda 48:1                     | Stensättning            |              | Björlanda, Bohuslän |       | 57.765065, 11.819476 | 10153600480001 | Ladda upp en bild av detta fornminne      |
| Björlanda 48:2                     | Stensättning            |              | Björlanda, Bohuslän |       | 57.765160, 11.819930 | 10153600480002 | Ladda upp en bild av detta fornminne      |
| Björlanda 49:1                     | Stensättning            |              | Björlanda, Bohuslän |       | 57.763855, 11.812115 | 10153600490001 | Ladda upp en bild av detta fornminne      |
| Björlanda 50:1                     | Stensättning            |              | Björlanda, Bohuslän |       | 57.766627, 11.816867 | 10153600500001 | Ladda upp en bild av detta fornminne      |
| Björlanda 50:2                     | Stensättning            |              | Björlanda, Bohuslän |       | 57.766743, 11.816827 | 10153600500002 | Ladda upp en bild av detta fornminne      |
| Björlanda 51:1                     | Stensättning            |              | Björlanda, Bohuslän |       | 57.768559, 11.820073 | 10153600510001 | Ladda upp en bild av detta fornminne      |
| Björlanda 52:1                     | Gravfält                |              | Björlanda, Bohuslän |       | 57.762669, 11.829318 | 10153600520001 | Ladda upp en bild av detta fornminne      |
| Björlanda 53:1                     | Gravfält                |              | Björlanda, Bohuslän |       | 57.761961, 11.830191 | 10153600530001 | Ladda upp en bild av detta fornminne      |
| Björlanda 55:1                     | Stensättning            |              | Björlanda, Bohuslän |       | 57.761173, 11.819875 | 10153600550001 | Ladda upp en bild av detta fornminne      |
| Björlanda 56:1                     | Hög                     |              | Björlanda, Bohuslän |       | 57.740254, 11.837617 | 10153600560001 | Ladda upp en bild av detta fornminne      |
| Björlanda 56:2                     | Stensättning            |              | Björlanda, Bohuslän |       | 57.740270, 11.837078 | 10153600560002 | Ladda upp en bild av detta fornminne      |
| Björlanda 60:1                     | Stensättning            |              | Björlanda, Bohuslän |       | 57.758409, 11.772565 | 10153600600001 | Ladda upp en bild av detta fornminne      |
| Björlanda 61:1                     | Röse                    |              | Björlanda, Bohuslän |       | 57.756298, 11.779157 | 10153600610001 | Ladda upp en bild av detta fornminne      |
| Björlanda 61:2                     | Röse                    |              | Björlanda, Bohuslän |       | 57.756265, 11.779615 | 10153600610002 | Ladda upp en bild av detta fornminne      |
| Björlanda 61:3                     | Röse                    |              | Björlanda, Bohuslän |       | 57.755965, 11.779991 | 10153600610003 | Ladda upp en bild av detta fornminne      |
| Björlanda 62:1                     | Röse                    |              | Björlanda, Bohuslän |       | 57.758819, 11.780961 | 10153600620001 | Ladda upp en bild av detta fornminne      |
| Björlanda 67:1                     | Fiskeläge               |              | Björlanda, Bohuslän |       | 57.756832, 11.776724 | 10153600670001 | Ladda upp en bild av detta fornminne      |
| Björlanda 72:1                     | Stensättning            |              | Björlanda, Bohuslän |       | 57.759271, 11.783201 | 10153600720001 | Ladda upp en bild av detta fornminne      |
| Björlanda 78:1                     | Stensättning            |              | Björlanda, Bohuslän |       | 57.772059, 11.813346 | 10153600780001 | Ladda upp en bild av detta fornminne      |
| Björlanda 79:1                     | Stensättning            |              | Björlanda, Bohuslän |       | 57.767985, 11.805752 | 10153600790001 | Ladda upp en bild av detta fornminne      |
| Björlanda 79:2                     | Stensättning            |              | Björlanda, Bohuslän |       | 57.768128, 11.805854 | 10153600790002 | Ladda upp en bild av detta fornminne      |
| Björlanda 80:1                     | Stensättning            |              | Björlanda, Bohuslän |       | 57.765575, 11.798650 | 10153600800001 | Ladda upp en bild av detta fornminne      |
| Björlanda 84:1                     | Fiskeläge               |              | Björlanda, Bohuslän |       | 57.766558, 11.787331 | 10153600840001 | Ladda upp en bild av detta fornminne      |
| Björlanda 86:1                     | Röse                    |              | Björlanda, Bohuslän |       | 57.770739, 11.804199 | 10153600860001 | Ladda upp en bild av detta fornminne      |
| Björlanda 86:2                     | Stensättning            |              | Björlanda, Bohuslän |       | 57.770378, 11.803693 | 10153600860002 | Ladda upp en bild av detta fornminne      |
| Björlanda 87:1                     | Stensättning            |              | Björlanda, Bohuslän |       | 57.768594, 11.795281 | 10153600870001 | Ladda upp en bild av detta fornminne      |
| Björlanda 88:1                     | Röse                    |              | Björlanda, Bohuslän |       | 57.767161, 11.790487 | 10153600880001 | Ladda upp en bild av detta fornminne      |
| Björlanda 89:1                     | Röse                    |              | Björlanda, Bohuslän |       | 57.766673, 11.789774 | 10153600890001 | Ladda upp en bild av detta fornminne      |
| Björlanda 89:2                     | Röse                    |              | Björlanda, Bohuslän |       | 57.766434, 11.789262 | 10153600890002 | Ladda upp en bild av detta fornminne      |
| Björlanda 90:1                     | Röse                    |              | Björlanda, Bohuslän |       | 57.767796, 11.788863 | 10153600900001 | Ladda upp en bild av detta fornminne      |
| Björlanda 96:1                     | Stensättning            |              | Björlanda, Bohuslän |       | 57.775719, 11.802061 | 10153600960001 | Ladda upp en bild av detta fornminne      |
| Björlanda 101:1                    | Stensättning            |              | Björlanda, Bohuslän |       | 57.752092, 11.885702 | 10153601010001 | Ladda upp en bild av detta fornminne      |
| Björlanda 102:1                    | Gravfält                |              | Björlanda, Bohuslän |       | 57.754756, 11.869392 | 10153601020001 | Ladda upp en bild av detta fornminne      |
| Björlanda 103:1                    | Stensättning            |              | Björlanda, Bohuslän |       | 57.770202, 11.879997 | 10153601030001 | Ladda upp en bild av detta fornminne      |
| Björlanda 104:1                    | Stensättning            |              | Björlanda, Bohuslän |       | 57.770929, 11.872806 | 10153601040001 | Ladda upp en bild av detta fornminne      |
| Björlanda 108:1                    | Stensättning            |              | Björlanda, Bohuslän |       | 57.763175, 11.882665 | 10153601080001 | Ladda upp en bild av detta fornminne      |
| Björlanda 110:1                    | Gravfält                |              | Björlanda, Bohuslän |       | 57.754542, 11.889896 | 10153601100001 | Ladda upp en bild av detta fornminne      |
| Björlanda 112:1                    | Gravfält                |              | Björlanda, Bohuslän |       | 57.760637, 11.879717 | 10153601120001 | Ladda upp en bild av detta fornminne      |
| Björlanda 113:1                    | Grav- och boplatsområde |              | Björlanda, Bohuslän |       | 57.759196, 11.879573 | 10153601130001 | Ladda upp en bild av detta fornminne      |
| Björlanda 118:1                    | Röse                    |              | Björlanda, Bohuslän |       | 57.785743, 11.820818 | 10153601180001 | Ladda upp en bild av detta fornminne      |
| Björlanda 119:1                    | Stensättning            |              | Björlanda, Bohuslän |       | 57.785934, 11.816607 | 10153601190001 | Ladda upp en bild av detta fornminne      |
| Björlanda 121:1                    | Stensättning            |              | Björlanda, Bohuslän |       | 57.781917, 11.826257 | 10153601210001 | Ladda upp en bild av detta fornminne      |
| Björlanda 122:1                    | Stensättning            |              | Björlanda, Bohuslän |       | 57.779874, 11.825602 | 10153601220001 | Ladda upp en bild av detta fornminne      |
| Björlanda 125:1                    | Fästning/skans          |              | Björlanda, Bohuslän |       | 57.791676, 11.833831 | 10153601250001 | Ladda upp en bild av detta fornminne      |
| Björlanda 127:1                    | Fästning/skans          |              | Björlanda, Bohuslän |       | 57.790137, 11.834055 | 10153601270001 | Ladda upp en bild av detta fornminne      |
| Björlanda 128:1                    | Stensättning            |              | Björlanda, Bohuslän |       | 57.789716, 11.839296 | 10153601280001 | Ladda upp en bild av detta fornminne      |
| Björlanda 129:1                    | Röse                    |              | Björlanda, Bohuslän |       | 57.779746, 11.833789 | 10153601290001 | Ladda upp en bild av detta fornminne      |
| Björlanda 132:1                    | Stensättning            |              | Björlanda, Bohuslän |       | 57.779197, 11.836807 | 10153601320001 | Ladda upp en bild av detta fornminne      |
| Björlanda 132:2                    | Stensättning            |              | Björlanda, Bohuslän |       | 57.779290, 11.837073 | 10153601320002 | Ladda upp en bild av detta fornminne      |
| Björlanda 134:1                    | Stensättning            |              | Björlanda, Bohuslän |       | 57.776549, 11.854915 | 10153601340001 | Ladda upp en bild av detta fornminne      |
| Björlanda 135:1                    | Stenkrets               |              | Björlanda, Bohuslän |       | 57.775138, 11.858215 | 10153601350001 | Ladda upp en bild av detta fornminne      |
| Björlanda 136:1                    | Gravfält                |              | Björlanda, Bohuslän |       | 57.775046, 11.856513 | 10153601360001 | Ladda upp en bild av detta fornminne      |
| Björlanda 142:1                    | Stensättning            |              | Björlanda, Bohuslän |       | 57.774000, 11.852078 | 10153601420001 | Ladda upp en bild av detta fornminne      |
| Björlanda 146:1                    | Stensättning            |              | Björlanda, Bohuslän |       | 57.772573, 11.842965 | 10153601460001 | Ladda upp en bild av detta fornminne      |
| Björlanda 147:1                    | Gravfält                |              | Björlanda, Bohuslän |       | 57.772354, 11.843830 | 10153601470001 | Ladda upp en bild av detta fornminne      |
| Björlanda 148:1                    | Gravfält                |              | Björlanda, Bohuslän |       | 57.774693, 11.859172 | 10153601480001 | Ladda upp en bild av detta fornminne      |
| Björlanda 149:1                    | Gravfält                |              | Björlanda, Bohuslän |       | 57.757153, 11.868587 | 10153601490001 | Ladda upp en bild av detta fornminne      |
| Björlanda 150:1                    | Hög                     |              | Björlanda, Bohuslän |       | 57.762164, 11.872365 | 10153601500001 | Ladda upp en bild av detta fornminne      |
| Björlanda 153:1                    | Stensättning            |              | Björlanda, Bohuslän |       | 57.774826, 11.808342 | 10153601530001 | Ladda upp en bild av detta fornminne      |
| Björlanda 169:1                    | Stensättning            |              | Björlanda, Bohuslän |       | 57.708765, 11.833749 | 10153601690001 | Ladda upp en bild av detta fornminne      |
| Björlanda 176:1                    | Stensättning            |              | Björlanda, Bohuslän |       | 57.720506, 11.872178 | 10153601760001 | Ladda upp en bild av detta fornminne      |
| Björlanda 179:1                    | Stensättning            |              | Björlanda, Bohuslän |       | 57.763962, 11.862706 | 10153601790001 | Ladda upp en bild av detta fornminne      |
| Björlanda 180:1                    | Gravfält                |              | Björlanda, Bohuslän |       | 57.764837, 11.863044 | 10153601800001 | Ladda upp en bild av detta fornminne      |
| Björlanda 181:1                    | Stensättning            |              | Björlanda, Bohuslän |       | 57.772776, 11.861435 | 10153601810001 | Ladda upp en bild av detta fornminne      |
| Björlanda 182:1                    | Gravfält                |              | Björlanda, Bohuslän |       | 57.772413, 11.860289 | 10153601820001 | Ladda upp en bild av detta fornminne      |
| Björlanda 183:1                    | Stensättning            |              | Björlanda, Bohuslän |       | 57.772916, 11.859423 | 10153601830001 | Ladda upp en bild av detta fornminne      |
| Björlanda 184:1                    | Röse                    |              | Björlanda, Bohuslän |       | 57.763274, 11.859041 | 10153601840001 | Ladda upp en bild av detta fornminne      |
| Björlanda 186:1                    | Gravfält                |              | Björlanda, Bohuslän |       | 57.762674, 11.845585 | 10153601860001 | Ladda upp en bild av detta fornminne      |
| Kung Östens grav (Björlanda 190:1) | Stenkammargrav          |              | Björlanda, Bohuslän |       | 57.749587, 11.866735 | 10153601900001 | Ladda upp en till bild av detta fornminne |
| Björlanda 192:1                    | Stensättning            |              | Björlanda, Bohuslän |       | 57.719617, 11.862543 | 10153601920001 | Ladda upp en bild av detta fornminne      |
| Björlanda 192:2                    | Stensättning            |              | Björlanda, Bohuslän |       | 57.719807, 11.862576 | 10153601920002 | Ladda upp en bild av detta fornminne      |
| Björlanda 192:3                    | Stensättning            |              | Björlanda, Bohuslän |       | 57.719958, 11.862511 | 10153601920003 | Ladda upp en bild av detta fornminne      |
| Björlanda 193:1                    | Fornborg                |              | Björlanda, Bohuslän |       | 57.729074, 11.874508 | 10153601930001 | Ladda upp en till bild av detta fornminne |
| Björlanda 201:1                    | Stensättning            |              | Björlanda, Bohuslän |       | 57.744377, 11.880862 | 10153602010001 | Ladda upp en bild av detta fornminne      |
| Björlanda 205:1                    | Stensättning            |              | Björlanda, Bohuslän |       | 57.733196, 11.852124 | 10153602050001 | Ladda upp en bild av detta fornminne      |
| Björlanda 208:1                    | Stensättning            |              | Björlanda, Bohuslän |       | 57.738132, 11.845918 | 10153602080001 | Ladda upp en bild av detta fornminne      |
| Björlanda 208:2                    | Stensättning            |              | Björlanda, Bohuslän |       | 57.738217, 11.845660 | 10153602080002 | Ladda upp en bild av detta fornminne      |
| Björlanda 250:1                    | Hällristning            |              | Björlanda, Bohuslän |       | 57.776931, 11.858189 | 10153602500001 | Ladda upp en bild av detta fornminne      |
| Stora Vette (Björlanda 400:1)      | Röse                    |              | Björlanda, Bohuslän |       | 57.735157, 11.882985 | 10153604000001 | Ladda upp en bild av detta fornminne      |
| Björlanda 405:1                    | Stensättning            |              | Björlanda, Bohuslän |       | 57.751896, 11.794522 | 10153604050001 | Ladda upp en bild av detta fornminne      |
| Björlanda 406:1                    | Stensättning            |              | Björlanda, Bohuslän |       | 57.748783, 11.774223 | 10153604060001 | Ladda upp en bild av detta fornminne      |
| Björlanda 451:1                    | Hög                     |              | Björlanda, Bohuslän |       | 57.773539, 11.859129 | 10153604510001 | Ladda upp en bild av detta fornminne      |
| Björlanda 479                      | Hällristning            |              | Björlanda, Bohuslän |       | 57.736232, 11.809077 | 12000000005282 | Ladda upp en bild av detta fornminne      |
| Björlanda 483                      | Hög                     |              | Björlanda, Bohuslän |       | 57.748644, 11.823002 | 12000000045012 | Ladda upp en bild av detta fornminne      |
| Björlanda 484                      | Hög                     |              | Björlanda, Bohuslän |       | 57.748527, 11.822961 | 12000000045013 | Ladda upp en bild av detta fornminne      |
| Björlanda 499                      | Stensättning            |              | Björlanda, Bohuslän |       | 57.765926, 11.854986 | 12000000056309 | Ladda upp en bild av detta fornminne      |
| Björlanda 509                      | Stensättning            |              | Björlanda, Bohuslän |       | 57.764297, 11.846290 | 12000000056319 | Ladda upp en bild av detta fornminne      |
| Björlanda 541                      | Stensättning            |              | Björlanda, Bohuslän |       | 57.765936, 11.853915 | 12000000056355 | Ladda upp en bild av detta fornminne      |
| Björlanda 592                      | Gravfält                |              | Björlanda, Bohuslän |       | 57.732113, 11.849669 | 12000000062802 | Ladda upp en bild av detta fornminne      |
| Björlanda 593                      | Grav- och boplatsområde |              | Björlanda, Bohuslän |       | 57.733218, 11.853286 | 12000000064453 | Ladda upp en bild av detta fornminne      |
| Björlanda 608                      | Grav- och boplatsområde |              | Björlanda, Bohuslän |       | 57.742911, 11.767665 | 12000000113942 | Ladda upp en bild av detta fornminne      |

## Göteborg
Se Lista över fornlämningar i Göteborgs kommun (Göteborg)

## Rödbo
| Namn                    | Lämningstyp    | Tillkomsttid | Historisk indelning | Plats | Läge                 | ID-nr          | Bild                                 |
| ----------------------- | -------------- | ------------ | ------------------- | ----- | -------------------- | -------------- | ------------------------------------ |
| Rödbo 1:1               | Stensättning   |              | Rödbo, Bohuslän     |       | 57.859642, 11.992654 | 10159000010001 | Ladda upp en bild av detta fornminne |
| Rödbo 2:1               | Stensättning   |              | Rödbo, Bohuslän     |       | 57.859738, 11.977541 | 10159000020001 | Ladda upp en bild av detta fornminne |
| Ranneborgen (Rödbo 5:1) | Fornborg       |              | Rödbo, Bohuslän     |       | 57.852189, 11.969126 | 10159000050001 | Ladda upp en bild av detta fornminne |
| Rödbo 14:1              | Röse           |              | Rödbo, Bohuslän     |       | 57.831735, 11.933474 | 10159000140001 | Ladda upp en bild av detta fornminne |
| Rödbo 14:2              | Stensättning   |              | Rödbo, Bohuslän     |       | 57.831566, 11.933273 | 10159000140002 | Ladda upp en bild av detta fornminne |
| Rödbo 14:3              | Stensättning   |              | Rödbo, Bohuslän     |       | 57.831554, 11.933591 | 10159000140003 | Ladda upp en bild av detta fornminne |
| Rödbo 14:4              | Stensättning   |              | Rödbo, Bohuslän     |       | 57.831916, 11.933469 | 10159000140004 | Ladda upp en bild av detta fornminne |
| Rödbo 15:1              | Gravfält       |              | Rödbo, Bohuslän     |       | 57.830770, 11.935836 | 10159000150001 | Ladda upp en bild av detta fornminne |
| Rödbo 20:1              | Stenkrets      |              | Rödbo, Bohuslän     |       | 57.824193, 11.983940 | 10159000200001 | Ladda upp en bild av detta fornminne |
| Rödbo 23:1              | Gravfält       |              | Rödbo, Bohuslän     |       | 57.825568, 11.986664 | 10159000230001 | Ladda upp en bild av detta fornminne |
| Rödbo 30:1              | Fästning/skans |              | Rödbo, Bohuslän     |       | 57.836576, 11.995599 | 10159000300001 | Ladda upp en bild av detta fornminne |
| Rödbo 35:1              | Fästning/skans |              | Rödbo, Bohuslän     |       | 57.858026, 12.009154 | 10159000350001 | Ladda upp en bild av detta fornminne |
| Rödbo 44:1              | Stensättning   |              | Rödbo, Bohuslän     |       | 57.826929, 11.956145 | 10159000440001 | Ladda upp en bild av detta fornminne |
| Rödbo 96:1              | Röse           |              | Rödbo, Bohuslän     |       | 57.848967, 11.988081 | 10159000960001 | Ladda upp en bild av detta fornminne |

## Styrsö
| Namn                             | Lämningstyp      | Tillkomsttid | Historisk indelning   | Plats | Läge                 | ID-nr          | Bild                                      |
| -------------------------------- | ---------------- | ------------ | --------------------- | ----- | -------------------- | -------------- | ----------------------------------------- |
| Styrsö 1:1                       | Stensättning     |              | Styrsö, Västergötland |       | 57.608288, 11.793698 | 10160200010001 | Ladda upp en bild av detta fornminne      |
| Stora Rös (Styrsö 2:1)           | Röse             |              | Styrsö, Västergötland |       | 57.608776, 11.784830 | 10160200020001 | Ladda upp en till bild av detta fornminne |
| Styrsö 3:1                       | Röse             |              | Styrsö, Västergötland |       | 57.604185, 11.784226 | 10160200030001 | Ladda upp en bild av detta fornminne      |
| Styrsö 4:1                       | Röse             |              | Styrsö, Västergötland |       | 57.603238, 11.784380 | 10160200040001 | Ladda upp en bild av detta fornminne      |
| Styrsö 5:1                       | Röse             |              | Styrsö, Västergötland |       | 57.603957, 11.786410 | 10160200050001 | Ladda upp en bild av detta fornminne      |
| Styrsö 6:1                       | Röse             |              | Styrsö, Västergötland |       | 57.603505, 11.772518 | 10160200060001 | Ladda upp en till bild av detta fornminne |
| Styrsö 8:1                       | Stensättning     |              | Styrsö, Västergötland |       | 57.609370, 11.796859 | 10160200080001 | Ladda upp en bild av detta fornminne      |
| Styrsö 15:1                      | Fiskeläge        |              | Styrsö, Västergötland |       | 57.599248, 11.782595 | 10160200150001 | Ladda upp en bild av detta fornminne      |
| Styrsö 16:1                      | Fiskeläge        |              | Styrsö, Västergötland |       | 57.598813, 11.773903 | 10160200160001 | Ladda upp en bild av detta fornminne      |
| Styrsö 17:1                      | Fiskeläge        |              | Styrsö, Västergötland |       | 57.599971, 11.775585 | 10160200170001 | Ladda upp en bild av detta fornminne      |
| Styrsö 18:1                      | Röse             |              | Styrsö, Västergötland |       | 57.600713, 11.777459 | 10160200180001 | Ladda upp en bild av detta fornminne      |
| Styrsö 18:2                      | Röse             |              | Styrsö, Västergötland |       | 57.600825, 11.777581 | 10160200180002 | Ladda upp en bild av detta fornminne      |
| Styrsö 20:1                      | Fiskeläge        |              | Styrsö, Västergötland |       | 57.602290, 11.775614 | 10160200200001 | Ladda upp en bild av detta fornminne      |
| Vikingakyrkogården (Styrsö 21:1) | Begravningsplats |              | Styrsö, Västergötland |       | 57.602738, 11.773642 | 10160200210001 | Ladda upp en till bild av detta fornminne |
| Styrsö 25:1                      | Röse             |              | Styrsö, Västergötland |       | 57.560252, 11.776589 | 10160200250001 | Ladda upp en bild av detta fornminne      |
| Styrsö 28:1                      | Fiskeläge        |              | Styrsö, Västergötland |       | 57.555366, 11.770885 | 10160200280001 | Ladda upp en bild av detta fornminne      |
| Styrsö 29:1                      | Fiskeläge        |              | Styrsö, Västergötland |       | 57.556354, 11.770024 | 10160200290001 | Ladda upp en bild av detta fornminne      |
| Styrsö 32:1                      | Fiskeläge        |              | Styrsö, Västergötland |       | 57.602171, 11.769681 | 10160200320001 | Ladda upp en till bild av detta fornminne |
| Styrsö 38:1                      | Fiskeläge        |              | Styrsö, Västergötland |       | 57.602090, 11.772806 | 10160200380001 | Ladda upp en till bild av detta fornminne |
| Styrsö 41:1                      | Röse             |              | Styrsö, Västergötland |       | 57.573552, 11.790645 | 10160200410001 | Ladda upp en bild av detta fornminne      |
| Styrsö 43:1                      | Stenkrets        |              | Styrsö, Västergötland |       | 57.583638, 11.789836 | 10160200430001 | Ladda upp en bild av detta fornminne      |
| Styrsö 44:1                      | Fiskeläge        |              | Styrsö, Västergötland |       | 57.583204, 11.791157 | 10160200440001 | Ladda upp en bild av detta fornminne      |
| Styrsö 49:1                      | Fiskeläge        |              | Styrsö, Västergötland |       | 57.587202, 11.784296 | 10160200490001 | Ladda upp en bild av detta fornminne      |
| Styrsö 54:1                      | Röse             |              | Styrsö, Västergötland |       | 57.565967, 11.781606 | 10160200540001 | Ladda upp en bild av detta fornminne      |
| Styrsö 64:1                      | Stensättning     |              | Styrsö, Västergötland |       | 57.596820, 11.807671 | 10160200640001 | Ladda upp en bild av detta fornminne      |
| Styrsö 69:1                      | Fiskeläge        |              | Styrsö, Västergötland |       | 57.618575, 11.748425 | 10160200690001 | Ladda upp en bild av detta fornminne      |
| Styrsö 70:1                      | Fiskeläge        |              | Styrsö, Västergötland |       | 57.623302, 11.744064 | 10160200700001 | Ladda upp en bild av detta fornminne      |
| Styrsö 79:1                      | Röse             |              | Styrsö, Västergötland |       | 57.642631, 11.775710 | 10160200790001 | Ladda upp en bild av detta fornminne      |
| Styrsö 85:1                      | Fiskeläge        |              | Styrsö, Västergötland |       | 57.648966, 11.752778 | 10160200850001 | Ladda upp en bild av detta fornminne      |
| Styrsö 91:1                      | Röse             |              | Styrsö, Västergötland |       | 57.555859, 11.764789 | 10160200910001 | Ladda upp en bild av detta fornminne      |
| Styrsö 92:1                      | Röse             |              | Styrsö, Västergötland |       | 57.555033, 11.764547 | 10160200920001 | Ladda upp en bild av detta fornminne      |
| Styrsö 94:1                      | Fiskeläge        |              | Styrsö, Västergötland |       | 57.553109, 11.799331 | 10160200940001 | Ladda upp en bild av detta fornminne      |
| Styrsö 97:1                      | Fiskeläge        |              | Styrsö, Västergötland |       | 57.551635, 11.796228 | 10160200970001 | Ladda upp en bild av detta fornminne      |
| Styrsö 99:1                      | Fiskeläge        |              | Styrsö, Västergötland |       | 57.550729, 11.796469 | 10160200990001 | Ladda upp en bild av detta fornminne      |
| Styrsö 100:1                     | Fiskeläge        |              | Styrsö, Västergötland |       | 57.550567, 11.794871 | 10160201000001 | Ladda upp en bild av detta fornminne      |
| Styrsö 155:1                     | Begravningsplats |              | Styrsö, Västergötland |       | 57.637505, 11.672774 | 10160201550001 | Ladda upp en bild av detta fornminne      |
| Styrsö 208:1                     | Fiskeläge        |              | Styrsö, Västergötland |       | 57.598492, 11.754980 | 10160202080001 | Ladda upp en bild av detta fornminne      |
| Styrsö 210:1                     | Fiskeläge        |              | Styrsö, Västergötland |       | 57.595456, 11.758539 | 10160202100001 | Ladda upp en bild av detta fornminne      |
| Styrsö 213:1                     | Röse             |              | Styrsö, Västergötland |       | 57.631883, 11.606298 | 10160202130001 | Ladda upp en bild av detta fornminne      |
| Styrsö 213:2                     | Minnesmärke      |              | Styrsö, Västergötland |       | 57.631883, 11.606298 | 10160202130002 | Ladda upp en bild av detta fornminne      |
| Styrsö 219:4                     | Röse             |              | Styrsö, Västergötland |       | 57.630413, 11.612859 | 10160202190004 | Ladda upp en bild av detta fornminne      |
| Styrsö 220:1                     | Fiskeläge        |              | Styrsö, Västergötland |       | 57.643367, 11.617452 | 10160202200001 | Ladda upp en bild av detta fornminne      |
| Styrsö 225:1                     | Fiskeläge        |              | Styrsö, Västergötland |       | 57.581533, 11.748051 | 10160202250001 | Ladda upp en bild av detta fornminne      |
| Styrsö 237:1                     | Stensättning     |              | Styrsö, Västergötland |       | 57.625674, 11.749480 | 10160202370001 | Ladda upp en bild av detta fornminne      |
| Styrsö 239:1                     | Begravningsplats |              | Styrsö, Västergötland |       | 57.626193, 11.757368 | 10160202390001 | Ladda upp en bild av detta fornminne      |
| Styrsö 241:1                     | Begravningsplats |              | Styrsö, Västergötland |       | 57.648642, 11.749768 | 10160202410001 | Ladda upp en bild av detta fornminne      |
| Styrsö 254:1                     | Röse             |              | Styrsö, Västergötland |       | 57.643920, 11.738260 | 10160202540001 | Ladda upp en bild av detta fornminne      |
| Styrsö 259:1                     | Fiskeläge        |              | Styrsö, Västergötland |       | 57.639529, 11.740355 | 10160202590001 | Ladda upp en bild av detta fornminne      |
| Styrsö 260:1                     | Fiskeläge        |              | Styrsö, Västergötland |       | 57.638612, 11.740781 | 10160202600001 | Ladda upp en bild av detta fornminne      |
| Styrsö 262:1                     | Röse             |              | Styrsö, Västergötland |       | 57.653142, 11.786331 | 10160202620001 | Ladda upp en bild av detta fornminne      |
| Korsvik (Styrsö 264:1)           | Begravningsplats |              | Styrsö, Västergötland |       | 57.657933, 11.789374 | 10160202640001 | Ladda upp en bild av detta fornminne      |
| Styrsö 274:1                     | Fiskeläge        |              | Styrsö, Västergötland |       | 57.634021, 11.732668 | 10160202740001 | Ladda upp en bild av detta fornminne      |
| Styrsö 275:1                     | Fiskeläge        |              | Styrsö, Västergötland |       | 57.633606, 11.730569 | 10160202750001 | Ladda upp en bild av detta fornminne      |
| Kungsringen (Styrsö 276:1)       | Begravningsplats |              | Styrsö, Västergötland |       | 57.658862, 11.704236 | 10160202760001 | Ladda upp en bild av detta fornminne      |
| Styrsö 280:1                     | Begravningsplats |              | Styrsö, Västergötland |       | 57.652534, 11.794108 | 10160202800001 | Ladda upp en till bild av detta fornminne |
| Styrsö 288:1                     | Röse             |              | Styrsö, Västergötland |       | 57.558435, 11.801239 | 10160202880001 | Ladda upp en bild av detta fornminne      |
| Styrsö 289:1                     | Röse             |              | Styrsö, Västergötland |       | 57.625670, 11.825765 | 10160202890001 | Ladda upp en bild av detta fornminne      |
| Styrsö 290:1                     | Röse             |              | Styrsö, Västergötland |       | 57.625080, 11.824867 | 10160202900001 | Ladda upp en bild av detta fornminne      |
| Styrsö 291:1                     | Röse             |              | Styrsö, Västergötland |       | 57.623627, 11.826726 | 10160202910001 | Ladda upp en bild av detta fornminne      |
| Styrsö 292:1                     | Röse             |              | Styrsö, Västergötland |       | 57.623060, 11.827702 | 10160202920001 | Ladda upp en bild av detta fornminne      |
| Styrsö 294:1                     | Röse             |              | Styrsö, Västergötland |       | 57.627827, 11.851365 | 10160202940001 | Ladda upp en bild av detta fornminne      |
| Styrsö 301:1                     | Fiskeläge        |              | Styrsö, Västergötland |       | 57.645388, 11.613268 | 10160203010001 | Ladda upp en bild av detta fornminne      |
| Styrsö 302:1                     | Fiskeläge        |              | Styrsö, Västergötland |       | 57.642878, 11.619275 | 10160203020001 | Ladda upp en bild av detta fornminne      |
| Styrsö 310:1                     | Fiskeläge        |              | Styrsö, Västergötland |       | 57.599100, 11.751853 | 10160203100001 | Ladda upp en bild av detta fornminne      |

## Säve
| Namn                         | Lämningstyp             | Tillkomsttid | Historisk indelning | Plats | Läge                 | ID-nr          | Bild                                      |
| ---------------------------- | ----------------------- | ------------ | ------------------- | ----- | -------------------- | -------------- | ----------------------------------------- |
| Kvilleberga rös (Säve 1:1)   | Stensättning            |              | Säve, Bohuslän      |       | 57.790797, 11.840561 | 10160500010001 | Ladda upp en bild av detta fornminne      |
| Kvilleberga rös (Säve 1:2)   | Stensättning            |              | Säve, Bohuslän      |       | 57.790919, 11.840700 | 10160500010002 | Ladda upp en bild av detta fornminne      |
| Säve 2:1                     | Fästning/skans          |              | Säve, Bohuslän      |       | 57.791557, 11.839600 | 10160500020001 | Ladda upp en bild av detta fornminne      |
| Säve 3:1                     | Stensättning            |              | Säve, Bohuslän      |       | 57.785515, 11.849186 | 10160500030001 | Ladda upp en bild av detta fornminne      |
| Säve 5:1                     | Grav- och boplatsområde |              | Säve, Bohuslän      |       | 57.791198, 11.854506 | 10160500050001 | Ladda upp en bild av detta fornminne      |
| Säve 6:1                     | Stensättning            |              | Säve, Bohuslän      |       | 57.781840, 11.856247 | 10160500060001 | Ladda upp en bild av detta fornminne      |
| Säve 6:2                     | Stensättning            |              | Säve, Bohuslän      |       | 57.781673, 11.856141 | 10160500060002 | Ladda upp en bild av detta fornminne      |
| Säve 8:1                     | Hög                     |              | Säve, Bohuslän      |       | 57.780980, 11.854502 | 10160500080001 | Ladda upp en bild av detta fornminne      |
| Säve 8:2                     | Stensättning            |              | Säve, Bohuslän      |       | 57.780863, 11.854552 | 10160500080002 | Ladda upp en bild av detta fornminne      |
| Säve 8:3                     | Stensättning            |              | Säve, Bohuslän      |       | 57.780857, 11.854757 | 10160500080003 | Ladda upp en bild av detta fornminne      |
| Säve 8:4                     | Stensättning            |              | Säve, Bohuslän      |       | 57.780849, 11.854961 | 10160500080004 | Ladda upp en bild av detta fornminne      |
| Säve 10:1                    | Stensättning            |              | Säve, Bohuslän      |       | 57.780275, 11.854818 | 10160500100001 | Ladda upp en bild av detta fornminne      |
| Säve 12:1                    | Stensättning            |              | Säve, Bohuslän      |       | 57.780151, 11.852514 | 10160500120001 | Ladda upp en bild av detta fornminne      |
| Säve 13:1                    | Stensättning            |              | Säve, Bohuslän      |       | 57.780601, 11.851352 | 10160500130001 | Ladda upp en bild av detta fornminne      |
| Säve 14:1                    | Gravfält                |              | Säve, Bohuslän      |       | 57.794545, 11.865616 | 10160500140001 | Ladda upp en bild av detta fornminne      |
| Säve 16:1                    | Röse                    |              | Säve, Bohuslän      |       | 57.794702, 11.850945 | 10160500160001 | Ladda upp en bild av detta fornminne      |
| Säve 18:1                    | Gravfält                |              | Säve, Bohuslän      |       | 57.793700, 11.890709 | 10160500180001 | Ladda upp en bild av detta fornminne      |
| Säve 20:1                    | Gravfält                |              | Säve, Bohuslän      |       | 57.787554, 11.879599 | 10160500200001 | Ladda upp en bild av detta fornminne      |
| Säve 21:1                    | Stensättning            |              | Säve, Bohuslän      |       | 57.793249, 11.879411 | 10160500210001 | Ladda upp en bild av detta fornminne      |
| Säve 23:1                    | Stenkammargrav          |              | Säve, Bohuslän      |       | 57.793378, 11.882590 | 10160500230001 | Ladda upp en bild av detta fornminne      |
| Askesby hög (Säve 24:1)      | Hög                     |              | Säve, Bohuslän      |       | 57.792781, 11.884441 | 10160500240001 | Ladda upp en till bild av detta fornminne |
| Säve 25:1                    | Gravfält                |              | Säve, Bohuslän      |       | 57.792883, 11.885379 | 10160500250001 | Ladda upp en bild av detta fornminne      |
| Säve 27:1                    | Stensättning            |              | Säve, Bohuslän      |       | 57.788255, 11.878881 | 10160500270001 | Ladda upp en bild av detta fornminne      |
| Säve 29:1                    | Hög                     |              | Säve, Bohuslän      |       | 57.787538, 11.881297 | 10160500290001 | Ladda upp en bild av detta fornminne      |
| Säve 29:2                    | Stensättning            |              | Säve, Bohuslän      |       | 57.787664, 11.881095 | 10160500290002 | Ladda upp en bild av detta fornminne      |
| Säve 29:3                    | Stensättning            |              | Säve, Bohuslän      |       | 57.787798, 11.881181 | 10160500290003 | Ladda upp en bild av detta fornminne      |
| Säve 30:1                    | Stenkrets               |              | Säve, Bohuslän      |       | 57.784771, 11.878629 | 10160500300001 | Ladda upp en bild av detta fornminne      |
| Säve 33:1                    | Gravfält                |              | Säve, Bohuslän      |       | 57.788794, 11.890127 | 10160500330001 | Ladda upp en bild av detta fornminne      |
| Säve 35:1                    | Gravfält                |              | Säve, Bohuslän      |       | 57.795779, 11.908218 | 10160500350001 | Ladda upp en bild av detta fornminne      |
| Säve 36:1                    | Gravfält                |              | Säve, Bohuslän      |       | 57.797088, 11.908004 | 10160500360001 | Ladda upp en bild av detta fornminne      |
| Säve 39:1                    | Stensättning            |              | Säve, Bohuslän      |       | 57.795159, 11.902845 | 10160500390001 | Ladda upp en bild av detta fornminne      |
| Säve 41:1                    | Stensättning            |              | Säve, Bohuslän      |       | 57.783200, 11.901562 | 10160500410001 | Ladda upp en bild av detta fornminne      |
| Säve 42:1                    | Hög                     |              | Säve, Bohuslän      |       | 57.786309, 11.901960 | 10160500420001 | Ladda upp en bild av detta fornminne      |
| Säve 44:1                    | Gravfält                |              | Säve, Bohuslän      |       | 57.786771, 11.900577 | 10160500440001 | Ladda upp en bild av detta fornminne      |
| Säve 45:1                    | Gravfält                |              | Säve, Bohuslän      |       | 57.787794, 11.901656 | 10160500450001 | Ladda upp en bild av detta fornminne      |
| Säve 46:1                    | Gravfält                |              | Säve, Bohuslän      |       | 57.787946, 11.900207 | 10160500460001 | Ladda upp en bild av detta fornminne      |
| Säve 48:1                    | Gravfält                |              | Säve, Bohuslän      |       | 57.788526, 11.901842 | 10160500480001 | Ladda upp en bild av detta fornminne      |
| Skändlarös (Säve 49:1)       | Röse                    |              | Säve, Bohuslän      |       | 57.781412, 11.928310 | 10160500490001 | Ladda upp en till bild av detta fornminne |
| Skändlarös (Säve 49:2)       | Röse                    |              | Säve, Bohuslän      |       | 57.781248, 11.928179 | 10160500490002 | Ladda upp en bild av detta fornminne      |
| Källeberget (Säve 50:1)      | Fornborg                |              | Säve, Bohuslän      |       | 57.782945, 11.924137 | 10160500500001 | Ladda upp en bild av detta fornminne      |
| Säve 51:1                    | Stensättning            |              | Säve, Bohuslän      |       | 57.785471, 11.923892 | 10160500510001 | Ladda upp en bild av detta fornminne      |
| Säve 52:1                    | Stensättning            |              | Säve, Bohuslän      |       | 57.782720, 11.917814 | 10160500520001 | Ladda upp en bild av detta fornminne      |
| Säve 52:2                    | Stensättning            |              | Säve, Bohuslän      |       | 57.782812, 11.917653 | 10160500520002 | Ladda upp en bild av detta fornminne      |
| Säve 53:1                    | Stensättning            |              | Säve, Bohuslän      |       | 57.784805, 11.916856 | 10160500530001 | Ladda upp en bild av detta fornminne      |
| Säve 53:2                    | Stensättning            |              | Säve, Bohuslän      |       | 57.784540, 11.916635 | 10160500530002 | Ladda upp en bild av detta fornminne      |
| Säve 56:1                    | Gravfält                |              | Säve, Bohuslän      |       | 57.786068, 11.926036 | 10160500560001 | Ladda upp en bild av detta fornminne      |
| Säve 57:1                    | Stenkammargrav          |              | Säve, Bohuslän      |       | 57.793611, 11.932994 | 10160500570001 | Ladda upp en till bild av detta fornminne |
| Säve 57:2                    | Hällristning            |              | Säve, Bohuslän      |       | 57.793611, 11.932994 | 10160500570002 | Ladda upp en bild av detta fornminne      |
| Säve 58:1                    | Stensättning            |              | Säve, Bohuslän      |       | 57.790231, 11.934923 | 10160500580001 | Ladda upp en bild av detta fornminne      |
| Säve 60:1                    | Stensättning            |              | Säve, Bohuslän      |       | 57.789598, 11.937346 | 10160500600001 | Ladda upp en bild av detta fornminne      |
| Säve 61:1                    | Gravfält                |              | Säve, Bohuslän      |       | 57.800598, 11.884892 | 10160500610001 | Ladda upp en bild av detta fornminne      |
| Säve 62:1                    | Stensättning            |              | Säve, Bohuslän      |       | 57.802425, 11.871488 | 10160500620001 | Ladda upp en bild av detta fornminne      |
| Säve 64:1                    | Gravfält                |              | Säve, Bohuslän      |       | 57.799501, 11.893211 | 10160500640001 | Ladda upp en bild av detta fornminne      |
| Säve 67:1                    | Grav- och boplatsområde |              | Säve, Bohuslän      |       | 57.795101, 11.885103 | 10160500670001 | Ladda upp en bild av detta fornminne      |
| Säve 68:1                    | Gravfält                |              | Säve, Bohuslän      |       | 57.810862, 11.892427 | 10160500680001 | Ladda upp en bild av detta fornminne      |
| Kyrkogårdarne (Säve 70:1)    | Gravfält                |              | Säve, Bohuslän      |       | 57.813216, 11.875073 | 10160500700001 | Ladda upp en bild av detta fornminne      |
| Säve 73:1                    | Gravfält                |              | Säve, Bohuslän      |       | 57.803214, 11.905914 | 10160500730001 | Ladda upp en bild av detta fornminne      |
| Säve 75:1                    | Gravfält                |              | Säve, Bohuslän      |       | 57.801469, 11.907250 | 10160500750001 | Ladda upp en bild av detta fornminne      |
| Säve 76:1                    | Gravfält                |              | Säve, Bohuslän      |       | 57.801471, 11.908974 | 10160500760001 | Ladda upp en bild av detta fornminne      |
| Säve 77:1                    | Gravfält                |              | Säve, Bohuslän      |       | 57.800549, 11.910393 | 10160500770001 | Ladda upp en bild av detta fornminne      |
| Säve 84:1                    | Stensättning            |              | Säve, Bohuslän      |       | 57.806893, 11.912732 | 10160500840001 | Ladda upp en bild av detta fornminne      |
| Säve 85:1                    | Stensättning            |              | Säve, Bohuslän      |       | 57.807717, 11.914129 | 10160500850001 | Ladda upp en bild av detta fornminne      |
| Säve 88:1                    | Stenkrets               |              | Säve, Bohuslän      |       | 57.822506, 11.889121 | 10160500880001 | Ladda upp en bild av detta fornminne      |
| Säve 88:2                    | Stenkrets               |              | Säve, Bohuslän      |       | 57.822228, 11.889311 | 10160500880002 | Ladda upp en bild av detta fornminne      |
| Säve 91:1                    | Stensättning            |              | Säve, Bohuslän      |       | 57.802671, 11.929866 | 10160500910001 | Ladda upp en bild av detta fornminne      |
| Säve 97:1                    | Röse                    |              | Säve, Bohuslän      |       | 57.812503, 11.925267 | 10160500970001 | Ladda upp en bild av detta fornminne      |
| Säve 100:1                   | Stensättning            |              | Säve, Bohuslän      |       | 57.819607, 11.912049 | 10160501000001 | Ladda upp en bild av detta fornminne      |
| Säve 100:2                   | Stensättning            |              | Säve, Bohuslän      |       | 57.819727, 11.911962 | 10160501000002 | Ladda upp en bild av detta fornminne      |
| Säve 100:3                   | Stensättning            |              | Säve, Bohuslän      |       | 57.819429, 11.911892 | 10160501000003 | Ladda upp en bild av detta fornminne      |
| Säve 109:1                   | Stensättning            |              | Säve, Bohuslän      |       | 57.829335, 11.916183 | 10160501090001 | Ladda upp en bild av detta fornminne      |
| Säve 111:1                   | Stensättning            |              | Säve, Bohuslän      |       | 57.827107, 11.909557 | 10160501110001 | Ladda upp en bild av detta fornminne      |
| Säve 112:1                   | Stensättning            |              | Säve, Bohuslän      |       | 57.798679, 11.926090 | 10160501120001 | Ladda upp en bild av detta fornminne      |
| Säve 113:1                   | Gravfält                |              | Säve, Bohuslän      |       | 57.799700, 11.934985 | 10160501130001 | Ladda upp en bild av detta fornminne      |
| Säve 117:1                   | Stensättning            |              | Säve, Bohuslän      |       | 57.792311, 11.929884 | 10160501170001 | Ladda upp en bild av detta fornminne      |
| Säve 121:1                   | Gravfält                |              | Säve, Bohuslän      |       | 57.779044, 11.955894 | 10160501210001 | Ladda upp en bild av detta fornminne      |
| Säve 122:1                   | Gravfält                |              | Säve, Bohuslän      |       | 57.781114, 11.955556 | 10160501220001 | Ladda upp en bild av detta fornminne      |
| Säve 125:1                   | Röse                    |              | Säve, Bohuslän      |       | 57.786169, 11.944705 | 10160501250001 | Ladda upp en bild av detta fornminne      |
| Säve 126:1                   | Röse                    |              | Säve, Bohuslän      |       | 57.782885, 11.943232 | 10160501260001 | Ladda upp en bild av detta fornminne      |
| Säve 126:2                   | Stensättning            |              | Säve, Bohuslän      |       | 57.782991, 11.943383 | 10160501260002 | Ladda upp en bild av detta fornminne      |
| Säve 127:1                   | Stensättning            |              | Säve, Bohuslän      |       | 57.782536, 11.944578 | 10160501270001 | Ladda upp en bild av detta fornminne      |
| Säve 128:1                   | Stensättning            |              | Säve, Bohuslän      |       | 57.780833, 11.948364 | 10160501280001 | Ladda upp en bild av detta fornminne      |
| Säve 129:1                   | Stensättning            |              | Säve, Bohuslän      |       | 57.781036, 11.973054 | 10160501290001 | Ladda upp en bild av detta fornminne      |
| S:t Görans grav (Säve 130:1) | Stenkammargrav          |              | Säve, Bohuslän      |       | 57.794271, 11.961742 | 10160501300001 | Ladda upp en till bild av detta fornminne |
| Säve 131:1                   | Stenkrets               |              | Säve, Bohuslän      |       | 57.793770, 11.963721 | 10160501310001 | Ladda upp en bild av detta fornminne      |
| Borres håla (Säve 133:1)     | Fornborg                |              | Säve, Bohuslän      |       | 57.817131, 11.958167 | 10160501330001 | Ladda upp en bild av detta fornminne      |
| Borres slott (Säve 134:1)    | Fornborg                |              | Säve, Bohuslän      |       | 57.814281, 11.958711 | 10160501340001 | Ladda upp en till bild av detta fornminne |
| Säve 135:1                   | Stenkammargrav          |              | Säve, Bohuslän      |       | 57.805803, 11.968490 | 10160501350001 | Ladda upp en till bild av detta fornminne |
| Säve 136:1                   | Stensättning            |              | Säve, Bohuslän      |       | 57.805208, 11.958936 | 10160501360001 | Ladda upp en bild av detta fornminne      |
| Säve 144:1                   | Stensättning            |              | Säve, Bohuslän      |       | 57.770645, 11.952294 | 10160501440001 | Ladda upp en bild av detta fornminne      |
| Grå Lars (Säve 145:1)        | Fornborg                |              | Säve, Bohuslän      |       | 57.774007, 11.956328 | 10160501450001 | Ladda upp en bild av detta fornminne      |
| Säve 147:1                   | Gravfält                |              | Säve, Bohuslän      |       | 57.764614, 11.949290 | 10160501470001 | Ladda upp en bild av detta fornminne      |
| Säve 148:1                   | Gravfält                |              | Säve, Bohuslän      |       | 57.763004, 11.951572 | 10160501480001 | Ladda upp en bild av detta fornminne      |
| Säve 150:1                   | Stensättning            |              | Säve, Bohuslän      |       | 57.764032, 11.942622 | 10160501500001 | Ladda upp en bild av detta fornminne      |
| Säve 153:1                   | Gravfält                |              | Säve, Bohuslän      |       | 57.759985, 11.944087 | 10160501530001 | Ladda upp en till bild av detta fornminne |
| Säve 156:1                   | Stenkammargrav          |              | Säve, Bohuslän      |       | 57.774382, 11.977650 | 10160501560001 | Ladda upp en bild av detta fornminne      |
| Orrekulla skans (Säve 159:1) | Fästning/skans          |              | Säve, Bohuslän      |       | 57.786064, 12.003806 | 10160501590001 | Ladda upp en bild av detta fornminne      |
| Säve 162:1                   | Röse                    |              | Säve, Bohuslän      |       | 57.792211, 11.978349 | 10160501620001 | Ladda upp en bild av detta fornminne      |
| Säve 164:1                   | Stensättning            |              | Säve, Bohuslän      |       | 57.774715, 11.976660 | 10160501640001 | Ladda upp en bild av detta fornminne      |
| Säve 167:1                   | Stensättning            |              | Säve, Bohuslän      |       | 57.786787, 11.981361 | 10160501670001 | Ladda upp en bild av detta fornminne      |
| Säve 170:1                   | Stensättning            |              | Säve, Bohuslän      |       | 57.801035, 11.999840 | 10160501700001 | Ladda upp en bild av detta fornminne      |
| Säve 170:2                   | Stensättning            |              | Säve, Bohuslän      |       | 57.800965, 11.999847 | 10160501700002 | Ladda upp en bild av detta fornminne      |
| Säve 176:1                   | Stensättning            |              | Säve, Bohuslän      |       | 57.781017, 11.891800 | 10160501760001 | Ladda upp en bild av detta fornminne      |
| Säve 179:1                   | Stensättning            |              | Säve, Bohuslän      |       | 57.783712, 11.890147 | 10160501790001 | Ladda upp en bild av detta fornminne      |
| Säve 180:1                   | Hög                     |              | Säve, Bohuslän      |       | 57.784089, 11.891711 | 10160501800001 | Ladda upp en bild av detta fornminne      |
| Säve 180:2                   | Hög                     |              | Säve, Bohuslän      |       | 57.784171, 11.891144 | 10160501800002 | Ladda upp en bild av detta fornminne      |
| Säve 180:3                   | Stensättning            |              | Säve, Bohuslän      |       | 57.784003, 11.890842 | 10160501800003 | Ladda upp en bild av detta fornminne      |
| Säve 181:1                   | Stensättning            |              | Säve, Bohuslän      |       | 57.782960, 11.888608 | 10160501810001 | Ladda upp en bild av detta fornminne      |
| Säve 186:1                   | Gravfält                |              | Säve, Bohuslän      |       | 57.797904, 11.902419 | 10160501860001 | Ladda upp en bild av detta fornminne      |
| Säve 191:1                   | Hällristning            |              | Säve, Bohuslän      |       | 57.799121, 12.001156 | 10160501910001 | Ladda upp en bild av detta fornminne      |
| Säve 208:1                   | Stensättning            |              | Säve, Bohuslän      |       | 57.792787, 11.883714 | 10160502080001 | Ladda upp en bild av detta fornminne      |
| Säve 210:2                   | Stensättning            |              | Säve, Bohuslän      |       | 57.802399, 11.887399 | 10160502100002 | Ladda upp en bild av detta fornminne      |
| Säve 212:1                   | Hällristning            |              | Säve, Bohuslän      |       | 57.800936, 11.910744 | 10160502120001 | Ladda upp en till bild av detta fornminne |
| Säve 213:1                   | Hällristning            |              | Säve, Bohuslän      |       | 57.800155, 11.911025 | 10160502130001 | Ladda upp en bild av detta fornminne      |
| Säve 213:2                   | Hällristning            |              | Säve, Bohuslän      |       | 57.799995, 11.910967 | 10160502130002 | Ladda upp en bild av detta fornminne      |
| Säve 213:3                   | Hällristning            |              | Säve, Bohuslän      |       | 57.799995, 11.910967 | 10160502130003 | Ladda upp en bild av detta fornminne      |
| Säve 213:4                   | Hällristning            |              | Säve, Bohuslän      |       | 57.800103, 11.910601 | 10160502130004 | Ladda upp en bild av detta fornminne      |
| Säve 213:5                   | Hällristning            |              | Säve, Bohuslän      |       | 57.800103, 11.910601 | 10160502130005 | Ladda upp en bild av detta fornminne      |
| Säve 213:6                   | Hällristning            |              | Säve, Bohuslän      |       | 57.800103, 11.910601 | 10160502130006 | Ladda upp en bild av detta fornminne      |
| Säve 213:7                   | Hällristning            |              | Säve, Bohuslän      |       | 57.800224, 11.910917 | 10160502130007 | Ladda upp en bild av detta fornminne      |
| Säve 215:1                   | Stensättning            |              | Säve, Bohuslän      |       | 57.783177, 11.878393 | 10160502150001 | Ladda upp en bild av detta fornminne      |
| Säve 278:1                   | Stensättning            |              | Säve, Bohuslän      |       | 57.810499, 11.891244 | 10160502780001 | Ladda upp en bild av detta fornminne      |
| Säve 282:1                   | Gravfält                |              | Säve, Bohuslän      |       | 57.801986, 11.859225 | 10160502820001 | Ladda upp en bild av detta fornminne      |
| Säve 284:1                   | Stensättning            |              | Säve, Bohuslän      |       | 57.802620, 11.858315 | 10160502840001 | Ladda upp en bild av detta fornminne      |
| Säve 285:1                   | Stensättning            |              | Säve, Bohuslän      |       | 57.800984, 11.856860 | 10160502850001 | Ladda upp en bild av detta fornminne      |
| Säve 287:1                   | Stensättning            |              | Säve, Bohuslän      |       | 57.802965, 11.881266 | 10160502870001 | Ladda upp en bild av detta fornminne      |
| Säve 316:1                   | Stensättning            |              | Säve, Bohuslän      |       | 57.795686, 11.852459 | 10160503160001 | Ladda upp en bild av detta fornminne      |
| Säve 317:1                   | Hög                     |              | Säve, Bohuslän      |       | 57.793250, 11.868221 | 10160503170001 | Ladda upp en bild av detta fornminne      |
| Säve 326:1                   | Hällristning            |              | Säve, Bohuslän      |       | 57.783027, 11.902694 | 10160503260001 | Ladda upp en bild av detta fornminne      |
| Säve 326:2                   | Hällristning            |              | Säve, Bohuslän      |       | 57.782942, 11.902703 | 10160503260002 | Ladda upp en bild av detta fornminne      |
| Säve 333:1                   | Hällristning            |              | Säve, Bohuslän      |       | 57.796766, 11.902670 | 10160503330001 | Ladda upp en bild av detta fornminne      |
| Säve 344:1                   | Stensättning            |              | Säve, Bohuslän      |       | 57.803097, 12.000044 | 10160503440001 | Ladda upp en bild av detta fornminne      |
| Säve 348:1                   | Hällristning            |              | Säve, Bohuslän      |       | 57.787722, 11.981957 | 10160503480001 | Ladda upp en bild av detta fornminne      |
| Säve 355:1                   | Stensättning            |              | Säve, Bohuslän      |       | 57.805161, 11.977662 | 10160503550001 | Ladda upp en bild av detta fornminne      |
| Säve 363:1                   | Hällristning            |              | Säve, Bohuslän      |       | 57.764181, 11.951712 | 10160503630001 | Ladda upp en bild av detta fornminne      |
| Säve 365:1                   | Hällristning            |              | Säve, Bohuslän      |       | 57.762987, 11.951763 | 10160503650001 | Ladda upp en bild av detta fornminne      |
| Säve 377:1                   | Hällristning            |              | Säve, Bohuslän      |       | 57.800596, 11.911159 | 10160503770001 | Ladda upp en bild av detta fornminne      |
| Säve 377:2                   | Hällristning            |              | Säve, Bohuslän      |       | 57.800596, 11.911159 | 10160503770002 | Ladda upp en bild av detta fornminne      |
| Säve 378:1                   | Hällristning            |              | Säve, Bohuslän      |       | 57.779038, 11.861157 | 10160503780001 | Ladda upp en bild av detta fornminne      |
| Säve 378:2                   | Hällristning            |              | Säve, Bohuslän      |       | 57.779038, 11.861157 | 10160503780002 | Ladda upp en bild av detta fornminne      |
| Ragnildsholm (Säve 383:1)    | Borg                    |              | Säve, Bohuslän      |       | 57.845128, 11.939848 | 10160503830001 | Ladda upp en till bild av detta fornminne |
| Säve 385:1                   | Hällristning            |              | Säve, Bohuslän      |       | 57.802488, 11.906893 | 10160503850001 | Ladda upp en bild av detta fornminne      |
| Säve 386:1                   | Hällristning            |              | Säve, Bohuslän      |       | 57.800533, 11.893605 | 10160503860001 | Ladda upp en bild av detta fornminne      |
| Säve 398                     | Gravfält                |              | Säve, Bohuslän      |       | 57.784548, 11.970944 | 12000000006223 | Ladda upp en bild av detta fornminne      |
| Säve 401                     | Hällristning            |              | Säve, Bohuslän      |       | 57.796010, 11.870234 | 12000000061122 | Ladda upp en bild av detta fornminne      |
| Säve 404                     | Spärranordning          |              | Säve, Bohuslän      |       | 57.815929, 11.875550 | 18000000070619 | Ladda upp en bild av detta fornminne      |

## Torslanda
| Namn                         | Lämningstyp                 | Tillkomsttid | Historisk indelning | Plats | Läge                 | ID-nr          | Bild                                      |
| ---------------------------- | --------------------------- | ------------ | ------------------- | ----- | -------------------- | -------------- | ----------------------------------------- |
| Torslanda 7:1                | Stensättning                |              | Torslanda, Bohuslän |       | 57.694340, 11.759684 | 10161100070001 | Ladda upp en bild av detta fornminne      |
| Torslanda 8:1                | Stensättning                |              | Torslanda, Bohuslän |       | 57.702693, 11.766640 | 10161100080001 | Ladda upp en bild av detta fornminne      |
| Torslanda 13:1               | Stensättning                |              | Torslanda, Bohuslän |       | 57.709488, 11.710594 | 10161100130001 | Ladda upp en bild av detta fornminne      |
| Tors slott (Torslanda 15:1)  | Fornborg                    |              | Torslanda, Bohuslän |       | 57.709667, 11.742354 | 10161100150001 | Ladda upp en bild av detta fornminne      |
| Torslanda 16:1               | Stensättning                |              | Torslanda, Bohuslän |       | 57.713393, 11.759059 | 10161100160001 | Ladda upp en bild av detta fornminne      |
| Torslanda 21:1               | Stensättning                |              | Torslanda, Bohuslän |       | 57.716301, 11.759876 | 10161100210001 | Ladda upp en bild av detta fornminne      |
| Torslanda 21:2               | Stensättning                |              | Torslanda, Bohuslän |       | 57.716298, 11.759573 | 10161100210002 | Ladda upp en bild av detta fornminne      |
| Torslanda 22:1               | Stensättning                |              | Torslanda, Bohuslän |       | 57.714531, 11.756053 | 10161100220001 | Ladda upp en bild av detta fornminne      |
| Torslanda 23:1               | Stensättning                |              | Torslanda, Bohuslän |       | 57.713104, 11.752976 | 10161100230001 | Ladda upp en bild av detta fornminne      |
| Torslanda 24:1               | Stensättning                |              | Torslanda, Bohuslän |       | 57.714516, 11.750573 | 10161100240001 | Ladda upp en bild av detta fornminne      |
| Torslanda 25:1               | Stensättning                |              | Torslanda, Bohuslän |       | 57.713760, 11.748855 | 10161100250001 | Ladda upp en bild av detta fornminne      |
| Torslanda 26:1               | Röse                        |              | Torslanda, Bohuslän |       | 57.713000, 11.750417 | 10161100260001 | Ladda upp en bild av detta fornminne      |
| Torslanda 27:1               | Röse                        |              | Torslanda, Bohuslän |       | 57.712054, 11.748438 | 10161100270001 | Ladda upp en bild av detta fornminne      |
| Torslanda 28:1               | Röse                        |              | Torslanda, Bohuslän |       | 57.713437, 11.747905 | 10161100280001 | Ladda upp en bild av detta fornminne      |
| Torslanda 29:1               | Stensättning                |              | Torslanda, Bohuslän |       | 57.715177, 11.742826 | 10161100290001 | Ladda upp en bild av detta fornminne      |
| Torslanda 33:1               | Röse                        |              | Torslanda, Bohuslän |       | 57.720124, 11.706973 | 10161100330001 | Ladda upp en bild av detta fornminne      |
| Torslanda 33:2               | Stensättning                |              | Torslanda, Bohuslän |       | 57.720444, 11.707137 | 10161100330002 | Ladda upp en bild av detta fornminne      |
| Torslanda 34:1               | Stensättning                |              | Torslanda, Bohuslän |       | 57.718770, 11.734772 | 10161100340001 | Ladda upp en bild av detta fornminne      |
| Torslanda 35:1               | Stensättning                |              | Torslanda, Bohuslän |       | 57.716056, 11.735598 | 10161100350001 | Ladda upp en bild av detta fornminne      |
| Torslanda 37:1               | Stensättning                |              | Torslanda, Bohuslän |       | 57.721554, 11.732862 | 10161100370001 | Ladda upp en bild av detta fornminne      |
| Torslanda 37:2               | Stensättning                |              | Torslanda, Bohuslän |       | 57.721229, 11.732564 | 10161100370002 | Ladda upp en bild av detta fornminne      |
| Torslanda 38:1               | Stensättning                |              | Torslanda, Bohuslän |       | 57.721000, 11.746954 | 10161100380001 | Ladda upp en bild av detta fornminne      |
| Torslanda 38:2               | Stensättning                |              | Torslanda, Bohuslän |       | 57.721106, 11.747126 | 10161100380002 | Ladda upp en bild av detta fornminne      |
| Torslanda 39:1               | Stensättning                |              | Torslanda, Bohuslän |       | 57.722803, 11.746821 | 10161100390001 | Ladda upp en bild av detta fornminne      |
| Torslanda 40:1               | Stensättning                |              | Torslanda, Bohuslän |       | 57.723631, 11.748765 | 10161100400001 | Ladda upp en bild av detta fornminne      |
| Torslanda 40:2               | Stensättning                |              | Torslanda, Bohuslän |       | 57.724103, 11.748653 | 10161100400002 | Ladda upp en bild av detta fornminne      |
| Torslanda 41:1               | Stensättning                |              | Torslanda, Bohuslän |       | 57.725181, 11.729052 | 10161100410001 | Ladda upp en bild av detta fornminne      |
| Torslanda 42:1               | Stensättning                |              | Torslanda, Bohuslän |       | 57.737540, 11.730024 | 10161100420001 | Ladda upp en bild av detta fornminne      |
| Torslanda 45:1               | Stensättning                |              | Torslanda, Bohuslän |       | 57.729772, 11.746569 | 10161100450001 | Ladda upp en bild av detta fornminne      |
| Torslanda 46:1               | Stensättning                |              | Torslanda, Bohuslän |       | 57.727760, 11.737137 | 10161100460001 | Ladda upp en bild av detta fornminne      |
| Torslanda 47:1               | Stensättning                |              | Torslanda, Bohuslän |       | 57.735094, 11.760329 | 10161100470001 | Ladda upp en bild av detta fornminne      |
| Torslanda 48:1               | Stensättning                |              | Torslanda, Bohuslän |       | 57.726955, 11.753938 | 10161100480001 | Ladda upp en bild av detta fornminne      |
| Torslanda 48:2               | Stensättning                |              | Torslanda, Bohuslän |       | 57.727077, 11.753882 | 10161100480002 | Ladda upp en bild av detta fornminne      |
| Torslanda 49:1               | Stensättning                |              | Torslanda, Bohuslän |       | 57.726876, 11.750337 | 10161100490001 | Ladda upp en bild av detta fornminne      |
| Torslanda 50:1               | Stensättning                |              | Torslanda, Bohuslän |       | 57.726536, 11.758463 | 10161100500001 | Ladda upp en bild av detta fornminne      |
| Torslanda 51:1               | Stensättning                |              | Torslanda, Bohuslän |       | 57.725877, 11.758161 | 10161100510001 | Ladda upp en bild av detta fornminne      |
| Torslanda 51:2               | Stensättning                |              | Torslanda, Bohuslän |       | 57.725821, 11.758337 | 10161100510002 | Ladda upp en bild av detta fornminne      |
| Torslanda 52:1               | Röse                        |              | Torslanda, Bohuslän |       | 57.718680, 11.754454 | 10161100520001 | Ladda upp en bild av detta fornminne      |
| Torslanda 53:1               | Hög                         |              | Torslanda, Bohuslän |       | 57.725616, 11.767363 | 10161100530001 | Ladda upp en bild av detta fornminne      |
| Jättestenen (Torslanda 54:1) | Grav markerad av sten/block |              | Torslanda, Bohuslän |       | 57.730136, 11.778062 | 10161100540001 | Ladda upp en bild av detta fornminne      |
| Torslanda 55:1               | Hög                         |              | Torslanda, Bohuslän |       | 57.731716, 11.780655 | 10161100550001 | Ladda upp en bild av detta fornminne      |
| Torslanda 56:1               | Fornborg                    |              | Torslanda, Bohuslän |       | 57.733813, 11.775510 | 10161100560001 | Ladda upp en bild av detta fornminne      |
| Torslanda 57:1               | Stensättning                |              | Torslanda, Bohuslän |       | 57.729747, 11.801280 | 10161100570001 | Ladda upp en bild av detta fornminne      |
| Torslanda 59:1               | Stensättning                |              | Torslanda, Bohuslän |       | 57.726587, 11.789243 | 10161100590001 | Ladda upp en bild av detta fornminne      |
| Torslanda 60:1               | Stensättning                |              | Torslanda, Bohuslän |       | 57.719857, 11.778393 | 10161100600001 | Ladda upp en bild av detta fornminne      |
| Torslanda 61:1               | Stensättning                |              | Torslanda, Bohuslän |       | 57.722053, 11.781867 | 10161100610001 | Ladda upp en bild av detta fornminne      |
| Torslanda 62:1               | Stensättning                |              | Torslanda, Bohuslän |       | 57.725526, 11.803482 | 10161100620001 | Ladda upp en bild av detta fornminne      |
| Torslanda 62:2               | Stensättning                |              | Torslanda, Bohuslän |       | 57.725633, 11.803944 | 10161100620002 | Ladda upp en bild av detta fornminne      |
| Tumlehed (Torslanda 216:1)   | Hällmålning                 |              | Torslanda, Bohuslän |       | 57.732150, 11.740153 | 10161102160001 | Ladda upp en till bild av detta fornminne |
| Torslanda 220:1              | Gravfält                    |              | Torslanda, Bohuslän |       | 57.729559, 11.783611 | 10161102200001 | Ladda upp en bild av detta fornminne      |
| Torslanda 225:1              | Stensättning                |              | Torslanda, Bohuslän |       | 57.717215, 11.742368 | 10161102250001 | Ladda upp en bild av detta fornminne      |
| Torslanda 227:1              | Stensättning                |              | Torslanda, Bohuslän |       | 57.719546, 11.734579 | 10161102270001 | Ladda upp en bild av detta fornminne      |
| Torslanda 228:1              | Stensättning                |              | Torslanda, Bohuslän |       | 57.717761, 11.732874 | 10161102280001 | Ladda upp en bild av detta fornminne      |
| Torslanda 251:2              | Stensättning                |              | Torslanda, Bohuslän |       | 57.722185, 11.745438 | 10161102510002 | Ladda upp en bild av detta fornminne      |

## Tuve
| Namn                   | Lämningstyp             | Tillkomsttid | Historisk indelning | Plats | Läge                 | ID-nr          | Bild                                 |
| ---------------------- | ----------------------- | ------------ | ------------------- | ----- | -------------------- | -------------- | ------------------------------------ |
| Tuve 1:1               | Gravfält                |              | Tuve, Västergötland |       | 57.780188, 11.937170 | 10161300010001 | Ladda upp en bild av detta fornminne |
| Tuve 6:1               | Stensättning            |              | Tuve, Västergötland |       | 57.780646, 11.921511 | 10161300060001 | Ladda upp en bild av detta fornminne |
| Tuve 7:1               | Gravfält                |              | Tuve, Västergötland |       | 57.779316, 11.914181 | 10161300070001 | Ladda upp en bild av detta fornminne |
| Tuve 8:1               | Stensättning            |              | Tuve, Västergötland |       | 57.780043, 11.914735 | 10161300080001 | Ladda upp en bild av detta fornminne |
| Tuve 9:1               | Stenkrets               |              | Tuve, Västergötland |       | 57.767838, 11.917468 | 10161300090001 | Ladda upp en bild av detta fornminne |
| Tuve 10:1              | Gravfält                |              | Tuve, Västergötland |       | 57.768458, 11.916234 | 10161300100001 | Ladda upp en bild av detta fornminne |
| Ättekullen (Tuve 11:1) | Stensättning            |              | Tuve, Västergötland |       | 57.766442, 11.919094 | 10161300110001 | Ladda upp en bild av detta fornminne |
| Tuve 12:1              | Gravfält                |              | Tuve, Västergötland |       | 57.762713, 11.920106 | 10161300120001 | Ladda upp en bild av detta fornminne |
| Tuve 14:1              | Stensättning            |              | Tuve, Västergötland |       | 57.761022, 11.919652 | 10161300140001 | Ladda upp en bild av detta fornminne |
| Tuve 14:3              | Stensättning            |              | Tuve, Västergötland |       | 57.760932, 11.919897 | 10161300140003 | Ladda upp en bild av detta fornminne |
| Tuve 15:1              | Hög                     |              | Tuve, Västergötland |       | 57.763249, 11.923148 | 10161300150001 | Ladda upp en bild av detta fornminne |
| Tuve 15:2              | Hög                     |              | Tuve, Västergötland |       | 57.763555, 11.922927 | 10161300150002 | Ladda upp en bild av detta fornminne |
| Tuve 16:1              | Hög                     |              | Tuve, Västergötland |       | 57.764975, 11.925704 | 10161300160001 | Ladda upp en bild av detta fornminne |
| Tuve 16:2              | Stensättning            |              | Tuve, Västergötland |       | 57.764953, 11.926016 | 10161300160002 | Ladda upp en bild av detta fornminne |
| Tuve 16:3              | Hög                     |              | Tuve, Västergötland |       | 57.765102, 11.925455 | 10161300160003 | Ladda upp en bild av detta fornminne |
| Tuve 16:4              | Stensättning            |              | Tuve, Västergötland |       | 57.765260, 11.925684 | 10161300160004 | Ladda upp en bild av detta fornminne |
| Tuve 17:1              | Grav- och boplatsområde |              | Tuve, Västergötland |       | 57.765069, 11.931573 | 10161300170001 | Ladda upp en bild av detta fornminne |
| Tuve 19:1              | Stensättning            |              | Tuve, Västergötland |       | 57.759896, 11.927148 | 10161300190001 | Ladda upp en bild av detta fornminne |
| Tuve 19:2              | Stenkrets               |              | Tuve, Västergötland |       | 57.759734, 11.927287 | 10161300190002 | Ladda upp en bild av detta fornminne |
| Tuve 19:3              | Hög                     |              | Tuve, Västergötland |       | 57.759798, 11.927807 | 10161300190003 | Ladda upp en bild av detta fornminne |
| Tuve 20:1              | Gravfält                |              | Tuve, Västergötland |       | 57.760645, 11.928191 | 10161300200001 | Ladda upp en bild av detta fornminne |
| Tuve 21:1              | Grav- och boplatsområde |              | Tuve, Västergötland |       | 57.760469, 11.923728 | 10161300210001 | Ladda upp en bild av detta fornminne |
| Tuve 23:1              | Stensättning            |              | Tuve, Västergötland |       | 57.756214, 11.938056 | 10161300230001 | Ladda upp en bild av detta fornminne |
| Tuve 30:1              | Stensättning            |              | Tuve, Västergötland |       | 57.743235, 11.932478 | 10161300300001 | Ladda upp en bild av detta fornminne |
| Tuve 38:1              | Gravfält                |              | Tuve, Västergötland |       | 57.773818, 11.907308 | 10161300380001 | Ladda upp en bild av detta fornminne |
| Tuve 41:1              | Stensättning            |              | Tuve, Västergötland |       | 57.775897, 11.895885 | 10161300410001 | Ladda upp en bild av detta fornminne |
| Tuve 43:1              | Gravfält                |              | Tuve, Västergötland |       | 57.770913, 11.897095 | 10161300430001 | Ladda upp en bild av detta fornminne |
| Tuve 45:1              | Stensättning            |              | Tuve, Västergötland |       | 57.769787, 11.896622 | 10161300450001 | Ladda upp en bild av detta fornminne |
| Tuve 47:1              | Röse                    |              | Tuve, Västergötland |       | 57.767581, 11.889232 | 10161300470001 | Ladda upp en bild av detta fornminne |
| Tuve 48:1              | Hällristning            |              | Tuve, Västergötland |       | 57.764213, 11.893174 | 10161300480001 | Ladda upp en bild av detta fornminne |
| Tuve 48:2              | Hög                     |              | Tuve, Västergötland |       | 57.764546, 11.894457 | 10161300480002 | Ladda upp en bild av detta fornminne |
| Tuve 49:1              | Stensättning            |              | Tuve, Västergötland |       | 57.767134, 11.909862 | 10161300490001 | Ladda upp en bild av detta fornminne |
| Tuve 51:1              | Stensättning            |              | Tuve, Västergötland |       | 57.768376, 11.910702 | 10161300510001 | Ladda upp en bild av detta fornminne |
| Tuve 53:1              | Stensättning            |              | Tuve, Västergötland |       | 57.760332, 11.904317 | 10161300530001 | Ladda upp en bild av detta fornminne |
| Tuve 55:1              | Stensättning            |              | Tuve, Västergötland |       | 57.754856, 11.913954 | 10161300550001 | Ladda upp en bild av detta fornminne |
| Tuve 55:2              | Stensättning            |              | Tuve, Västergötland |       | 57.754720, 11.913865 | 10161300550002 | Ladda upp en bild av detta fornminne |
| Tuve 59:1              | Röse                    |              | Tuve, Västergötland |       | 57.751619, 11.911398 | 10161300590001 | Ladda upp en bild av detta fornminne |
| Tuve 60:1              | Röse                    |              | Tuve, Västergötland |       | 57.740251, 11.917202 | 10161300600001 | Ladda upp en bild av detta fornminne |
| Tuve 60:2              | Röse                    |              | Tuve, Västergötland |       | 57.740281, 11.916964 | 10161300600002 | Ladda upp en bild av detta fornminne |
| Tuve 60:3              | Röse                    |              | Tuve, Västergötland |       | 57.740268, 11.916608 | 10161300600003 | Ladda upp en bild av detta fornminne |
| Tuve 60:4              | Röse                    |              | Tuve, Västergötland |       | 57.740151, 11.917496 | 10161300600004 | Ladda upp en bild av detta fornminne |
| Tuve 63:1              | Gravfält                |              | Tuve, Västergötland |       | 57.771389, 11.895792 | 10161300630001 | Ladda upp en bild av detta fornminne |
| Tuve 142:1             | Fornborg                |              | Tuve, Västergötland |       | 57.756512, 11.938256 | 10161301420001 | Ladda upp en bild av detta fornminne |
| Tuve 143:1             | Stensättning            |              | Tuve, Västergötland |       | 57.760067, 11.922416 | 10161301430001 | Ladda upp en bild av detta fornminne |
| Tuve 144:1             | Stensättning            |              | Tuve, Västergötland |       | 57.760094, 11.902898 | 10161301440001 | Ladda upp en bild av detta fornminne |
| Tuve 146:1             | Hög                     |              | Tuve, Västergötland |       | 57.763146, 11.921254 | 10161301460001 | Ladda upp en bild av detta fornminne |
| Tuve 146:2             | Stensättning            |              | Tuve, Västergötland |       | 57.763336, 11.921297 | 10161301460002 | Ladda upp en bild av detta fornminne |
| Tuve 150:1             | Stensättning            |              | Tuve, Västergötland |       | 57.762332, 11.920186 | 10161301500001 | Ladda upp en bild av detta fornminne |
| Tuve 155:1             | Hällristning            |              | Tuve, Västergötland |       | 57.757220, 11.903304 | 10161301550001 | Ladda upp en bild av detta fornminne |
| Tuve 212               | Hällristning            |              | Tuve, Västergötland |       | 57.771412, 11.895804 | 12000000066549 | Ladda upp en bild av detta fornminne |